# Quintana Roo
Quintana Roo ( escuchar), oficialmente el Estado Libre y Soberano de Quintana Roo (en maya peninsular: U Péetluꞌumil Quintana Roo; nombre oficial a nivel federal por parte del INALI), es uno de los treinta y un estados que, junto con la Ciudad de México, conforman México. Su capital es Chetumal y su ciudad más poblada es Cancún. Está ubicado en la península de Yucatán, región sureste del país, limitando al norte con Yucatán y el golfo de México (océano Atlántico), al este con el mar Caribe (océano Atlántico), al sur con Belice y al oeste con Campeche.
Con 1 857 985 habitantes en 2020 es el noveno estado menos poblado —por delante de Durango, Zacatecas, Aguascalientes, Tlaxcala, Nayarit, Campeche, Baja California Sur y Colima, el menos poblado— y con 41.6 hab/km², el octavo menos densamente poblado, por delante de Coahuila, Zacatecas, Sonora, Campeche, Chihuahua, Durango y Baja California Sur. Es el estado con la mayor tasa de crecimiento poblacional a nivel nacional (3.5%) según los resultados del Censo de Población y Vivienda 2020.
Es junto con Baja California Sur el estado más joven del país, ambos promovidos de Territorio Federal a Estado Libre y Soberano el 8 de octubre de 1974. Sus localidades más pobladas son Cancún, Playa del Carmen, Chetumal, San Miguel de Cozumel, Tulum y Felipe Carrillo Puerto.

## Toponimia
El nombre del estado proviene de Andrés Quintana Roo (1787-1851), político, escritor, poeta y periodista nacido en Mérida, Yucatán. Fue diputado y firmante del Acta de Independencia de México. Fue esposo de Leona Vicario. Murió en la Ciudad de México.

## Historia
La historia de Quintana Roo, como estado, comienza en 1902 cuando se crea el Territorio Federal de Quintana Roo; sin embargo, para una mayor comprensión de los procesos históricos que llevaron a la constitución de Quintana Roo como un territorio independiente es preciso referenciar algunos de los principales capítulos de su existencia.

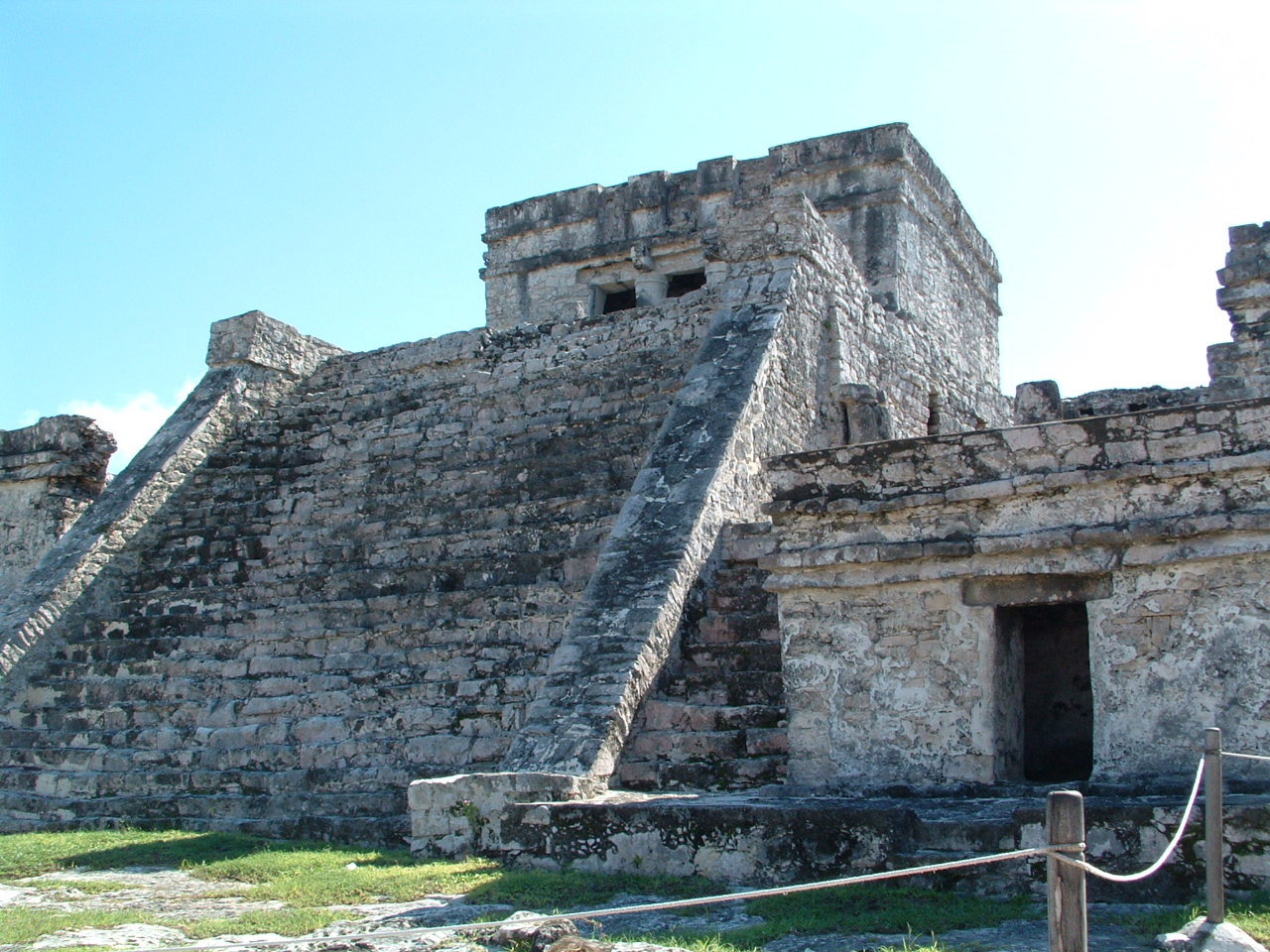
El principal edificio de Tulum, conocido como "El Castillo".

La región que ahora ocupa Quintana Roo fue poblada por el antiguo pueblo maya. En la actualidad sobreviven algunos grupos étnicos y existen múltiples yacimientos arqueológicos que dan muestra de la concentración demográfica que la zona tuvo en el pasado, entre los que destacan Chacchobén, Chakanbakán, Chamax, Cobá, Dzibanché, Ichpaatán, Kohunlich, Muyil, Oxtankah, Tankah, Tulum, Tupak, Xel-Há y Xcaret.
A fines del siglo XIX, Yucatán carecía de medios para someter a los mayas rebeldes, de la parte oriental de la península. El presidente Porfirio Díaz buscaba el control económico y político de la frontera con Belice y la explotación de estas ricas tierras en recursos naturales y forestales. El 24 de noviembre de 1902 se creó el Territorio Federal de Quintana Roo con una extensión de 50 000 km².
Pocos años después, fue nombrado el general de división José María de la Vega primer jefe político de Quintana Roo ejerciendo su función desde el Campamento General Vega, que funcionó en los hechos como capital del naciente territorio. Durante la administración de José María de la Vega, se optó por una división en tres distritos de acuerdo con su situación geográfica: norte, centro y sur. De 1903 a 1911 el general Ignacio A. Bravo se desempeñó como jefe político del territorio. Por esos tiempos la región se caracterizó por el creciente arribo de presos políticos y opositores al régimen a la colonia penal llamada “Cuerpo de Operarios”. Entre abril y mayo de 1903 se llevaron a cabo las primeras elecciones en el Territorio de Quintana Roo para conformar los ayuntamientos en Payo Obispo, Bacalar, Xcalac, Campamento General Vega e Isla Mujeres; en Cozumel se instaló una junta municipal.
El 27 de febrero de 1904 se publicó en el Diario Oficial de la Federación la Ley de Organización Política y Municipal del Territorio Federal de Quintana Roo en la que se especificaba que la capital del Territorio sería Santa Cruz de Bravo.
A partir de 1911 el general Manuel Sánchez Rivera fue enviado por el gobierno del presidente Francisco I Madero para sustituir a Ignacio A. Bravo en el poder. En junio de 1913, Venustiano Carranza decretó la anexión del Territorio de Quintana Roo a Yucatán. En junio de 1915 el gobernador de Yucatán Salvador Alvarado, decidió devolver a los mayas el poblado de Santa Cruz, desplazando la capital a Payo Obispo. El 26 de junio Carranza expidió en Veracruz otro decreto que derogaba el de 1913 y reintegraba el Territorio de Quintana Roo. En 1918 Carranza, otorgó a Francisco May el grado de general constitucionalista, mismo que controló y monopolizó la compra-venta de toda la producción chiclera de la zona y concentró gran poder político.

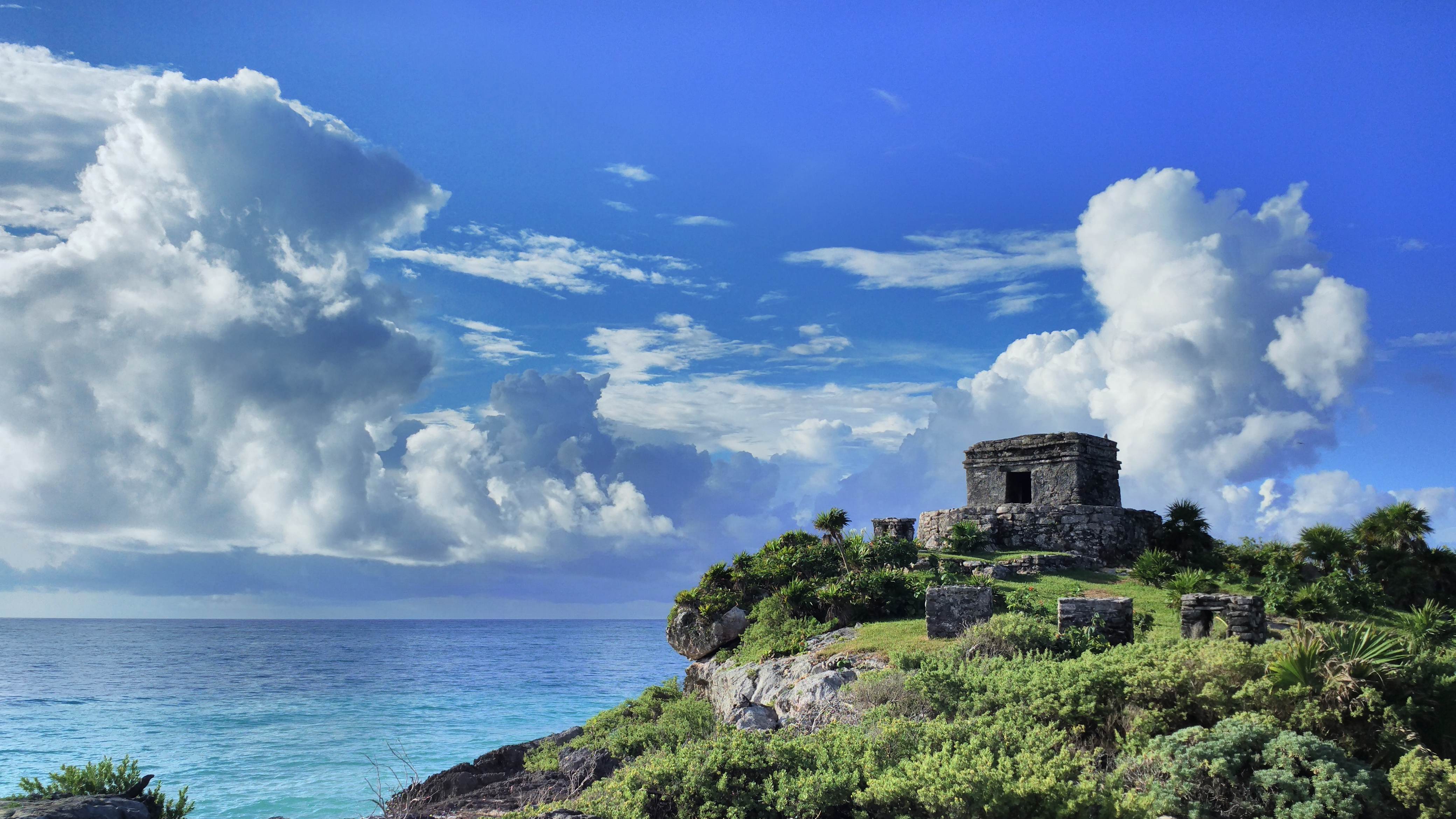
Ruinas de Tulum.

Entre 1916 y 1930, con el traslado de la capital del Territorio a Payo Obispo, la zona sur de Quintana Roo tuvo un importante desarrollo. La organización política del Territorio, se modificó en 1917 con la creación de los municipios libres promulgada en la Constitución Política de los Estados Unidos Mexicanos. Quintana Roo quedó dividido en tres municipios: Cozumel, Isla Mujeres y Payo Obispo.
En 1924, Plutarco Elías Calles nombró al general Amado Aguirre gobernador del Territorio y al propio tiempo jefe de una comisión para realizar un estudio político, administrativo y económico de Quintana Roo, con la intención de evaluar la conveniencia de conservar al Territorio como entidad dependiente de la federación.
Durante la gestión del doctor José Siurob, a fines de 1928 se decretó la desaparición de los municipios libres en los territorios federales; estos fueron sustituidos por delegaciones de gobierno lo cual nuevamente dio al gobernador un poder centralizado y provocó que varios quintanarroenses fueran relegados de los puestos públicos. Quintana Roo quedó dividido en cuatro delegaciones con cabeceras en: Payo Obispo, Santa Cruz, Cozumel e Isla Mujeres. El 14 de diciembre de 1931 se decretó la anexión de Quintana Roo a los estados de Yucatán y Campeche aduciendo que el Territorio, al no poder bastarse a sí mismo económicamente, representaba un enorme egreso para la federación.

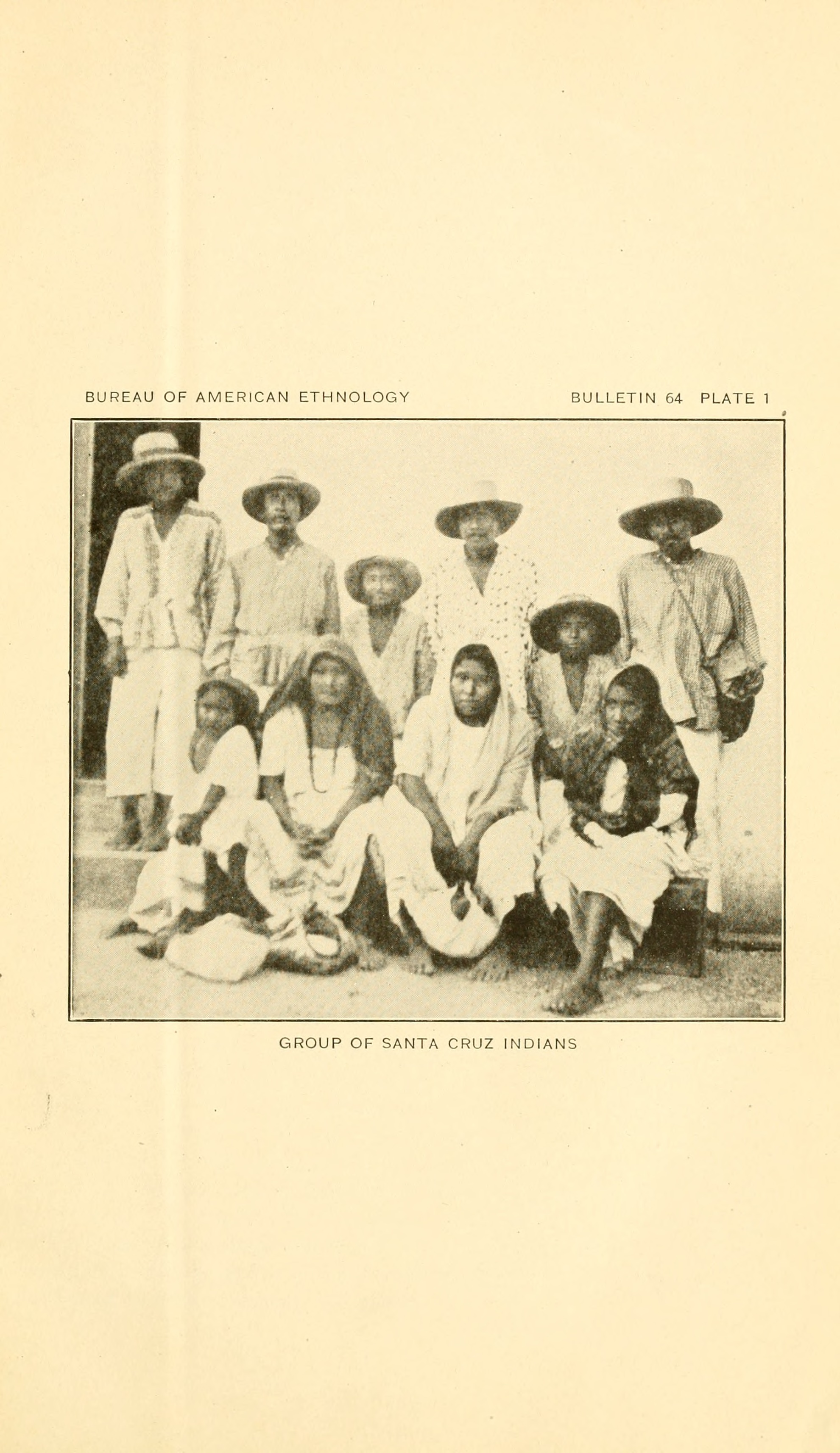
«The Maya Indians of southern Yucatan and northern British Honduras» (Los indios mayas del sur de Yucatán y el norte de Honduras Británica). Thomas Gann.

El 11 de enero de 1935 el presidente Lázaro Cárdenas emitió un decreto, publicado en el Diario Oficial el 16 de enero, mediante el cual se creó nuevamente el Territorio Federal de Quintana Roo. El 8 de febrero de 1935 ocupó la gubernatura del Territorio el general Rafael E. Melgar, considerado como uno de los gobernadores más destacados de la entidad. Melgar dejó la gubernatura del Territorio en diciembre de 1940, lo sustituyó Gabriel R. Guevara quien permaneció en el poder hasta abril de 1944.
En abril de 1944 tomó posesión como gobernador del Territorio Margarito Ramírez, quien ha sido el gobernante con mayor tiempo de permanencia en el poder. La oposición a este gobernador estuvo representada en organizaciones como, el Comité Pro Gobernador Nativo formado en Cozumel (1946), el Frente Renovador Quintanarroense (1948) y el Comité Pro Defensa Territorial de Quintana Roo. Durante la gestión de Margarito Ramírez un huracán cambiaría la historia de la zona sur del Territorio, y sus consecuencias traerían, tiempo después, beneficios económicos y cambios políticos sustanciales.
El presidente Adolfo López Mateos nombró como gobernador del Territorio al ingeniero Aarón Merino Fernández, quien con el apoyo económico de la federación contribuyó a la reconstrucción de Chetumal y no solamente reconstruyó Chetumal después del devastador huracán Janet, del 21 al 30 de septiembre de 1955, época en que quedó en el total abandono, dada la huida de las autoridades ante aquella devastación total. Era una "Tierra de Nadie", insalubre y virtualmente inhabitable... Merino Fernández, en realidad, rescató la región y "puso la primera piedra" para crear la infraestructura que permitiría a este "territorio" convertirse en "Estado Libre y Soberano" de Quintana Roo. Bajo su mandato, se lanzó una labor de urbanización moderna con la instalación de la primera red de agua potable y drenaje, así como el primer servicio telefónico de su historia en Quintana Roo. En esos años, aparte de Palacio de Gobierno, el cine frente al zócalo y el maltrecho hotel Los Cocos que estaba convertido en cuartel militar y totalmente derruido, todas las casas eran de madera, montadas en zancos como era típico de otras regiones tropicales. El hotel Los Cocos fue rehabilitado con una total remodelación de instalaciones, habitaciones y demás servicios propios de un hotel. Fue inaugurado por Adolfo López Mateos en 1960. Bajo el mando de Merino Fernández y la de su equipo, quien trabajó activa y entusiasta con los empresarios y habitantes de Chetumal en ese entonces, además de la construcción de amplias calzadas 100% iluminadas, se comenzaron a levantar casas habitación ya no de madera, como lo eran absolutamente todas las construcciones en Chetumal y toda la región en general. Comenzaron a levantarse por todo Chetumal, las casas y demás construcciones perfectamente planeadas y edificadas con estructuras sólidas e imperecederas por arquitectos capacitados, ya con instalaciones eléctricas e hidráulicas totalmente modernas. En Cozumel, Merino Fernández promovió por primera vez, el turismo a gran escala, con la construcción del Hotel Presidente, llevando desde La Ciudad de México a empresarios y constructores de punta, para tal efecto. Bajo su mandato, también se trabajó activamente en Chetumal y Cozumel y otras localidades, hasta entonces 'olvidadas', en campañas de vacunación contra el paludismo así como la construcción de centros de salud, escuelas y carreteras. Promovió la colonización del entonces Territorio, por empresarios, constructores, inversionistas, al igual que trabajadores de otros estados de la República Mexicana, iniciando así un cambio radical, urbanístico y social, en el hasta entonces Territorio de Quintana Roo, convirtiéndose así y a partir de entonces, en el parte aguas de lo que hoy es el Estado Mexicano más atractivo para el turismo nacional e internacional. También, por supuesto, Merino Fernández, impulsó y fomentó la pequeña industria y al desarrollo de la agricultura y ganadería, así como la cultura general.
En 1964 Merino Fernández fue sustituido por Rufo Figueroa. Acorde con el proyecto de transformación económica y social del Territorio, durante su gestión tuvo lugar a la creación del ingenio Álvaro Obregón en tierras del ejido Pucté. Se inició la expansión de la red carretera hacia el norte del Territorio para comunicar Felipe Carrillo Puerto con Tulúm y Playa del Carmen.
El último gobernante de esta década fue Javier Rojo Gómez, quien inició su periodo en mayo de 1967. Se construyeron obras de beneficio social, entre las que destacan el Centro Regional de Enseñanza Normal en Bacalar, la construcción de la carretera Chetumal-Escárcega, la pavimentación de la carretera Puerto Juárez-Playa del Carmen y la terracería del camino Felipe Carrillo Puerto-Tulúm (1970).
La orientación económica de la entidad daría un giro de 180 grados, al iniciar en Quintana Roo la industria turística, hasta entonces poco explotada en la República Mexicana. Iniciaba la gestación de Cancún.
A fines de 1970 falleció Javier Rojo Gómez, sustituyéndole el 4 de enero de 1971 David Gustavo Gutiérrez Ruiz, quien fue el último gobernador de Quintana Roo como Territorio Federal. En 1972, el presidente Luis Echeverría Álvarez, emitió un acuerdo presidencial que otorgó para todo el Territorio la condición de zona libre durante los siguientes ocho años. Al fin Quintana Roo reunía las condiciones necesarias establecidas en el artículo 73 de la Constitución el cual dispone, que para dejar su condición de Territorio, debía contar con una población mínima de 80 000 habitantes, ingresos propios suficientes para cubrir los gastos de administración pública, así como la existencia de infraestructura agrícola, industrial, comercial y educativa, entre otras.
El 2 de septiembre de 1974 Echeverría envío al Congreso de la Unión una iniciativa de ley para que Quintana Roo y Baja California Sur fueran elevados a la categoría de estados. Tras la aprobación de las legislaturas estatales, el 8 de octubre de 1974 Quintana Roo nació como estado libre y soberano con los mismos límites y extensión que se le había otorgado en 1902. David Gustavo Gutiérrez Ruiz fue nombrado gobernador provisional.
Finalmente, el Congreso Constituyente fue convocado por el gobernador Provisional del Estado, David Gustavo Gutiérrez Ruiz, mismo que sería integrado con siete Diputados Propietarios y sus respectivos suplentes, y que tuvieron lugar el 10 de noviembre de 1974, debiendo quedar instalado el 25 de noviembre de 1974.

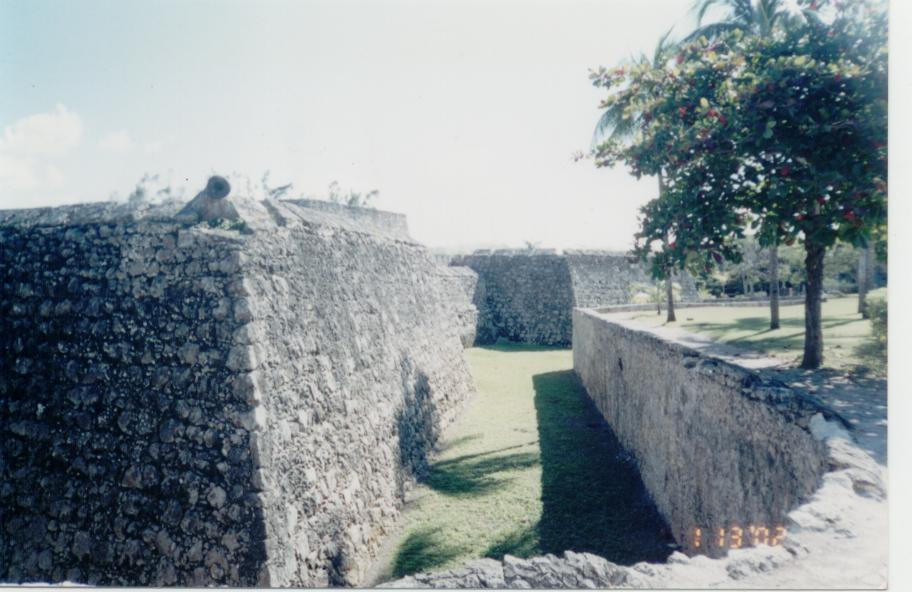
Fuerte de San Felipe de Bacalar.

Los Constituyentes, en sesión del 4 de diciembre de ese año, dieron entrada al anteproyecto de ley presentado por el Ejecutivo, David Gustavo Gutiérrez, para dotar al Estado de su propia Constitución Local. El 9 de enero de 1975 fue aprobada la Constitución Política del Estado Libre y Soberano de Quintana Roo y promulgada el 12 de enero del mismo año en el Diario oficial del Gobierno del Estado de Quintana Roo.
En julio del 2005 se impactó en la Riviera Maya el huracán Emily que mantuvo categoría 4 en la escala Saffir-Simpson, aunque tenía vientos fuertes, no dejó muchos daños pero se dice que dejó un muerto.
Del 21 al 23 de octubre de 2005 el huracán Wilma, de categoría cinco en la escala Saffir-Simpson , azotó los polos turísticos del norte del Estado, causando destrozos en Cozumel, el principal receptor de barcos de crucero del país, Playa del Carmen y Cancún, aunque sin muertes relacionadas directamente a los fuertes vientos o las inundaciones.
El 21 de agosto de 2007, el huracán Dean azotó el estado, tocando tierra 50 kilómetros al norte de Chetumal con una magnitud de 5 en la escala Saffir - Simpson.

## Símbolos

### Bandera
En el mes de octubre de 2013, durante la celebración del 39 aniversario de Quintana Roo como estado libre y soberano, el jefe del ejecutivo estatal, Roberto Borge Angulo, firmó el acta de certificación del decreto que creó la bandera de la entidad, junto con quienes encabezan los poderes legislativo y judicial, José Luis Toledo Medina y Fidel Gabriel Villanueva Rivero, respectivamente. Ornamentalmente sólo es simbólica, puesto que sólo contiene el escudo del estado en un fondo vacío.

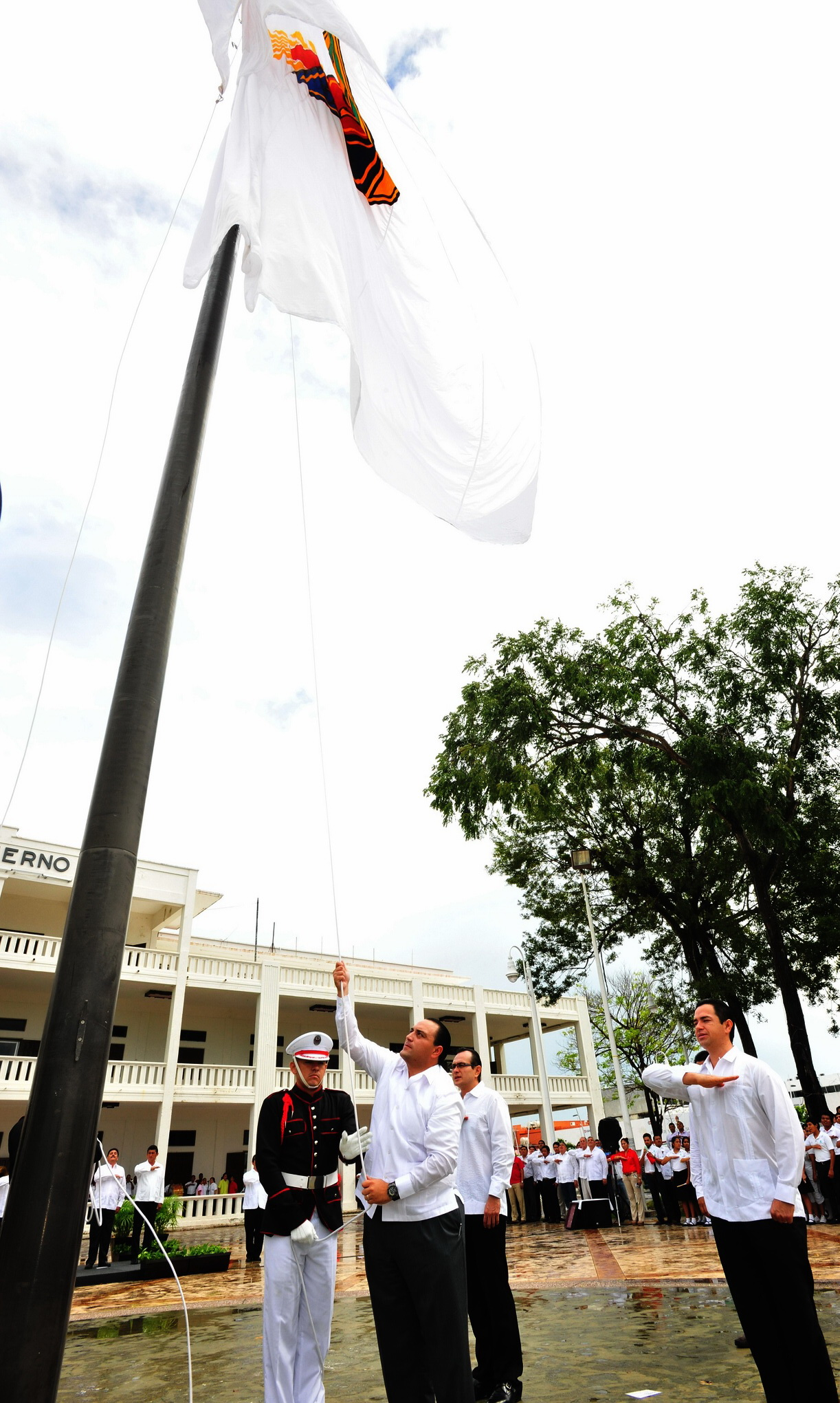
Bandera de Estado de Quintana Roo

### Escudo

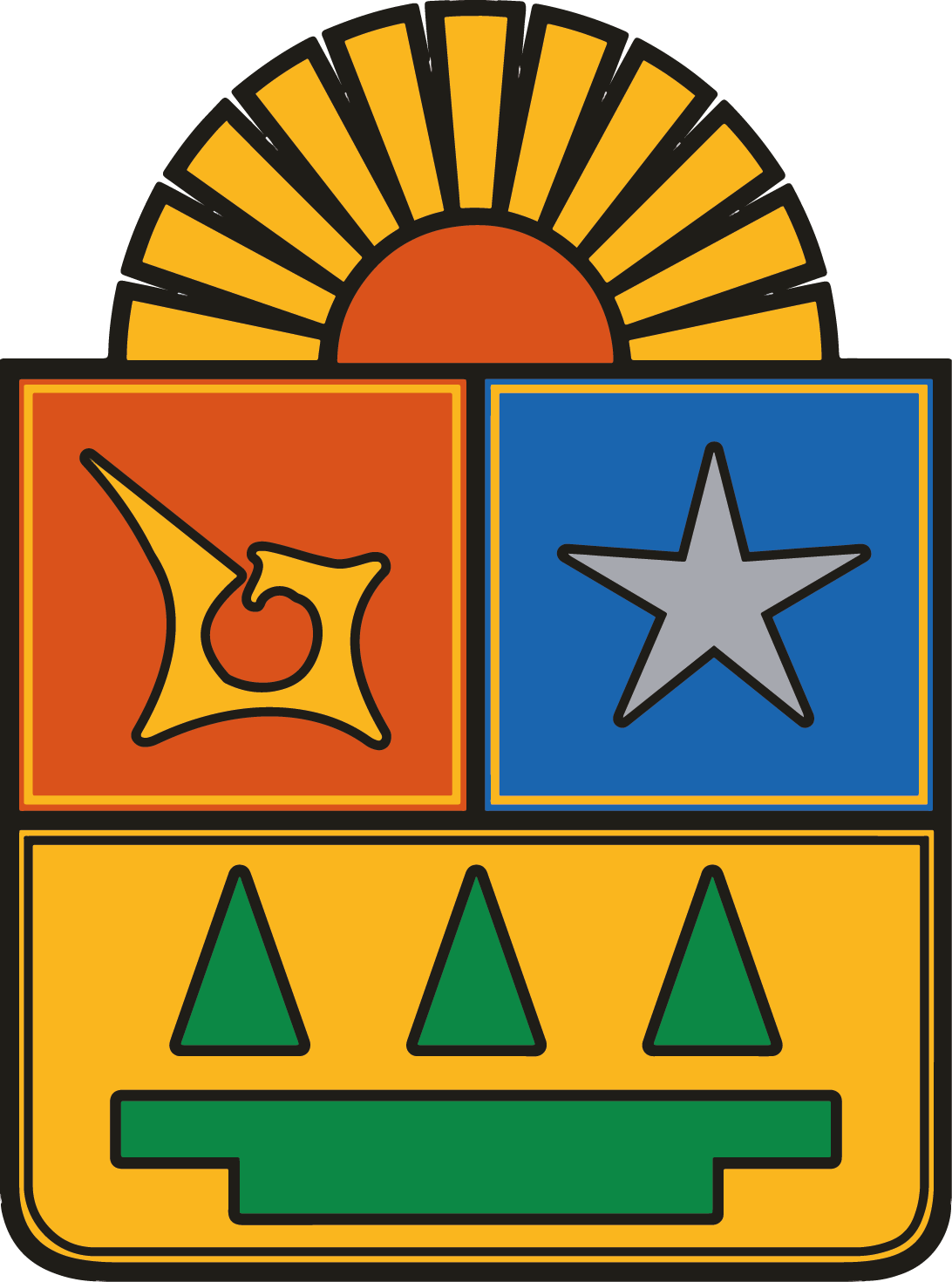
Escudo de Quintana Roo.

Según el artículo 6.º de la Ley sobre las características y el uso del escudo del estado de Quintana Roo:

Artículo 6º.- El Escudo del Estado de Quintana Roo, se compone con las características siguientes: escudo moderno, semirredondo, medio partido y cortado de gules y azur sobre oro, con figura cimera de sol naciente con once haces de rayos en gules y oro. En el cuartel diestro superior caracol estilizado en oro. En el cuartel siniestro superior estrella de cinco puntas en plata. En punta tres triángulos estables sobre Glifo Maya del viento "IK" en Sinople. Bordea el emblema cuarteles y cantones en franja simple.

Los colores del escudo, representan los puntos cardinales para la cultura maya: el rojo representaba al oriente; el amarillo representaba al sur; el blanco al norte; y el negro al poniente. Además, el color verde era considerado como un color sagrado para los mayas.
El actual diseño fue hecho por el muralista quintanarroense Elio Carmichael

### Himno
El 12 de enero de 1986, se cantó por primera vez el himno "A Quintana Roo", sobresale su mensaje en favor del trabajo y la libertad.
Letra de Ramón Iván Suárez Caamal.
Música de Marcos Ramírez Canul.
HIMNO A QUINTANA ROO
CORO
Selva, mar, historia y juventud,

pueblo libre y justo bajo el sol,

la tenacidad como virtud:

¡ESO ES QUINTANA ROO¡

I
De las hondas raíces del maya,

al tesón que construye el presente,

entonemos, alzada la frente,

en un himno fraterna lealtad.

Al unísono vibren sus notas

y la voz de tu pueblo te envuelva,

lo repita el clamor de la selva

y lo cante el tumulto del mar.

CORO
Selva, mar, historia y juventud,

pueblo libre y justo bajo el sol,

la tenacidad como virtud:

¡ESO ES QUINTANA ROO¡

II
En tu escudo saluda la aurora,

al surgir del violento Caribe,

pues la Patria en tu suelo recibe,

la caricia primera del sol.

once haces son tus Municipios,

once haces de luz ascendente,

el pasado se torna presente,

en el glifo de tu caracol.

CORO
Selva, mar, historia y juventud,

pueblo libre y justo bajo el sol,

la tenacidad como virtud:

¡ESO ES QUINTANA ROO¡

III
Esta tierra que mira al oriente,

cuna fue del primer mestizaje,

que nació del amor sin ultraje,

de Gonzalo Guerrero y Za'asil.

Ni la fuerza del viento te humilla,

ni la torpe ambición te divide,

tu estatura gigante se mide,

en el pacto de unión federal.

CORO
Selva, mar, historia y juventud,

pueblo libre y justo bajo el sol,

la tenacidad como virtud:

¡ESO ES QUINTANA ROO¡

IV
En Tepich el coraje del maya,

convirtió su opresión en victoria,

el machete escribió en nuestra historia:

¡LIBERTAD¡ ¡LIBERTAD¡ ¡LIBERTAD¡

Santa Cruz fue santuario del libre;

su refugio, la selva, el pantano,

porque el indio se alzó ante el tirano,

jabalí perseguido, jaguar.

CORO
Selva, mar, historia y juventud,

pueblo libre y justo bajo el sol,

la tenacidad como virtud:

¡ESO ES QUINTANA ROO¡

V
Mana el látex de herido madero,

el mar cede a la red su tesoro,

el apiario sus lágrimas de oro

y la tierra su fruto en sazón.

El trabajo es la fuerza de un pueblo,

ya que vuelve la vida más digna,

construir es la noble consigna

y ser libres la eterna lección.

CORO
Selva, mar, historia y juventud,

pueblo libre y justo bajo el sol,

la tenacidad como virtud:

¡ESO ES QUINTANA ROO¡

## Cultura y tradiciones destacadas
Quintana Roo es un estado que posee un rico mosaico cultural, donde convergen diversas expresiones ancestrales basadas en las tradiciones indígenas de los mayas peninsulares, entrelazadas con las costumbres coloniales españolas e influencias culturales de otros pueblos del Caribe, como Belice y Cuba. Los eventos más distintivos que forman parte del acervo cultural de este estado se concentran principalmente en el centro-sur del territorio y en la hermosa isla de Cozumel.

### Tradiciones del centro del Estado.
Se destacan las tradiciones indígenas propias de la región, como el Mayapax (Música Maya) y el Janal Pixán (Día de los Muertos), así como la vestimenta típica maya, que incluye el uso del Huipil en las mujeres y vestimentas blancas en los hombres. En cuanto a los bailes y danzas, se aprecia una influencia mestiza notable, donde destacan las reconocidas jaranas yucatecas.

### Tradiciones del Sur del Estado.
Son características distintivas de esta región el Baile de los Chicleros, el Baile del Sambay Macho y el Pasacalle Quintanarroense. Aquí es donde se encuentran presentes el traje típico de Quintana Roo y el Traje de los Chicleros, también conocido como traje de trabajo o de campo.
El traje típico de Quintana Roo para las mujeres consta de una blusa blanca de cuello cuadrado y mangas acampanadas, con cintas del mismo color de la falda en los bordes. La falda es larga y bastante amplia, y puede ser de color rojo o azul turquesa, adornada con motivos del escudo quintanarroense, como el caracol, la estrella y el pino, pintados o bordados alrededor de ella. Además, lleva un mandil de encaje blanco en la cintura.

### Fiestas de la Santa Cruz y Feria del Cedral.
Las Fiestas de la Santa Cruz y Feria del Cedral son una tradición que se remonta al año 1848. Es una de las celebraciones más antiguas de la Península de Yucatán y se lleva a cabo en el pintoresco pueblo de El Cedral, ubicado en el sur de la isla de Cozumel.
La festividad de El Cedral se celebra tradicionalmente del 29 de abril al 3 de mayo, en conmemoración del Día de la Santa Cruz. Durante la "Guerra de Castas" en 1848, los habitantes de Sabán, un pequeño pueblo en la península de Yucatán, México, fueron expulsados por los nativos, quienes atacaron y masacraron aparte de la población. Casimiro Cárdenas, uno de los sobrevivientes, despertó llevando consigo una cruz de madera, creyendo que esa cruz le había salvado la vida. Una vez refugiado en Cozumel, Casimiro Cárdenas y otros supervivientes hicieron el juramento de honrar a la Santa Cruz. Acordaron que si se libraban del tormento y la enfermedad, celebrarían la gracia de Dios en la misma fecha cada año, durante el resto de sus vidas y las vidas de sus descendientes.
En la actualidad, las festividades constan de dos aspectos: el religioso-cultural, que rememora la tradición original de las Fiestas de la Santa Cruz, y el aspecto ferial, que es la Feria del Cedral. Durante estas celebraciones se llevan a cabo diversas actividades propias de estos eventos, como exposiciones ganaderas, muestras gastronómicas, competencias, juegos mecánicos, conciertos, y mucho más.

### Carnaval de Cozumel.
El Carnaval de Cozumel es reconocido como uno de los 8 carnavales más representativos del país por el Consejo de Promoción Turística de México. En 2015 fue uno de los miembros fundadores de la Red de Carnavales del Caribe, auspiciado por la Asociación de Estados del Caribe.
Es la festividad de su tipo más arraigada del estado y se caracteriza por sus aportaciones culturales distintivas entre las que destacan la Guaranducha Cozumeleña (una sátira teatral), la representación chusca y jocosa del Torito Wacax-Ché y la presencia tradicional de las Comparsas Coplistas y de las agrupaciones de Parodias Cozumeleñas.
Con una historia de más de 140 años, su repercusión social y económica lo posicionan como un evento de identidad para el pueblo Quintanarroense y Cozumeleño.

### Festival de Cultura del Caribe.
Celebra la convergencia cultural y los lazos que unen a las diversas naciones del Caribe y se ha consolidado como uno de los festivales más importantes del país, similar en magnitud y estructura al Festival Internacional de Cultura Maya en el estado vecino de Yucatán.
Normalmente, se lleva a cabo en el mes de noviembre y se invita a delegaciones de varios países de la región a participar en diversas exhibiciones culturales, artísticas y académicas en todos los municipios del estado.
Durante el desarrollo del evento, se llevan a cabo una variedad de actividades artísticas que abarcan expresiones como música, danza, teatro, artes visuales, literatura, pensamiento caribeño, crítica de arte, gastronomía y filatelia.

## Demografía
Según los datos que arrojó el Censo de Población y Vivienda 2020 realizado por el Instituto Nacional de Estadística y Geografía (INEGI), el estado de Quintana Roo contaba hasta ese año con un total de 1.857.985 habitantes.

### Aclaraciones
1. Holbox del municipio de Lázaro Cárdenas y Huay Pix del municipio de Othón P. Blanco comparten el lugar n.° 39 debido a que ambas comunidades tienen el mismo número de personas según el Censo de Población y Vivienda 2020.

## Geografía

### Geología
Quintana Roo conforma una región con grandes llanuras y pequeños declives y elevaciones hacia el este. El suelo predominantemente calizo y permeable, permite por ende la filtración del agua de las lluvias hacia las capas interiores de los sistemas subterráneos acuíferos, formando asimismo los ya mencionados depósitos y corrientes subterráneas, que abastecen de agua a las poblaciones menores mediante los pozos. Los cenotes son masas de agua que afloran hacia la superficie de la corteza terrestre; su origen radica en la erosión del agua de las cavernas, que las hace derrumbarse y desplomarse originando dichos afloramientos de agua. Como dijimos Quintana Roo es una planicie de origen marino conformada por rocas del mioceno y el pleistoceno, exceptuando a las rocas de las colinas de color rojo intenso.
La tierra de tipo tsek' el se encuentra en las laderas drenadas y zonas elevadas, donde el agua favorece la presencia de elementos nutritivos en su composición. Los k' ankab se encuentran al pie de las zonas altas y en ellos se acumulan los productos de la intemperie y el drenaje es impedido, originando cúmulos arcillosos. Los akalchés son zonas localizadas en las partes más bajas (aguadas y sabanas con poco o nada de drenaje).
La selva cubre la mayor parte del estado, existiendo excepciones como las zonas taladas y habitadas por el hombre. En las costas y regiones aledañas existen regiones bajas donde se acumulan las aguas de las lluvias formando lagunas pequeñas. Estas zonas se encuentran deshabitadas debido a la insalubridad, plagas (mosquitos), entre otros factores originados por el estancamiento de agua.

### Áreas Insulares
- Holbox
- Isla Mujeres
- Cozumel
- Isla Contoy
- Cancún
- Banco Chinchorro
- Isla la Pasión
- Isla Boca Iglesias
- Isla Cayo Cotuna
- Isla Blanca
- Isla Chai
- Cayo Lobos
- Cayo Blackford
- Cayo Norte
- Cayo Centro
- Isla Zipital
- Islote Cabeza de Coral
- Cayo Culebra
- Isla Tamalcab

### Municipios
Quintana Roo cuenta con 11 municipios.
- Municipio de Othón P. Blanco: Su cabecera es la ciudad de Chetumal, que es también la capital del estado. Recibe su nombre en honor de Othón P. Blanco, quien encabezó la colonización de la región y fundó la ciudad de Chetumal.

- Municipio de Benito Juárez: Su cabecera es la ciudad de Cancún, famoso destino turístico internacional.

- Municipio de Felipe Carrillo Puerto: Se encuentra localizado en el centro del estado y su cabecera es la ciudad de Felipe Carrillo Puerto, anteriormente conocida como Santa Cruz de Bravo y Chan Santa Cruz.

- Municipio de Lázaro Cárdenas: El municipio está situado al extremo norte del estado y su cabecera es la población de Kantunilkín.

- Municipio de Cozumel: Cozumel (Cuzamil en idioma maya yucateco: Isla de las Golondrinas) está formado por la isla homónima, la tercera más grande y la segunda más poblada del país, y dos enclaves continentales. Se ubica al noreste del estado, en el mar Caribe, a unos cincuenta kilómetros de Cancún.

- Municipio de José María Morelos: Su superficie es de 6.739 km². Las principales actividades económicas son la agricultura y la silvicultura. Sus ciudades más importantes son José María Morelos, Dziuché y Sabán.

- Municipio de Isla Mujeres: El municipio está constituido por la Isla Mujeres y un sector continental.

- Municipio de Solidaridad: El municipio se formó el 28 de julio de 1993 por decreto del Congreso del Estado durante el gobierno de Mario Villanueva Madrid. Su cabecera es la ciudad de Playa del Carmen. El 13 de marzo de 2008 fue segregado de su territorio el nuevo Municipio de Tulum, por lo cual su extensión territorial y población se encuentra en proceso de ajuste.

- Municipio de Tulum: Fue creado el 13 de marzo de 2008 con territorio del municipio de Solidaridad. Se localiza en la zona centro-norte del estado, en la llamada Riviera Maya, y su cabecera es la ciudad de Tulum.

- Municipio de Bacalar: Se formó el 3 de febrero de 2011 por decreto. Se localiza en la zona sur del Estado, al norte de Othón P. Blanco, municipio capitalino del Estado y su cabecera es la ciudad de Bacalar.

- Municipio de Puerto Morelos: Es el municipio más joven del Estado, creado en 29 de octubre de 2015. Su cabecera es la localidad de Puerto Morelos.

### Orografía
El relieve es escaso ya que Quintana Roo carece de montañas. Solamente existe una suave declinación de oeste a este; esto es hacia el mar Caribe. A pesar de esto se tiene una impresión de ser una zona plana y dura en especial en las colindancias con el vecino estado de Yucatán. La Sierra Baja llamada Puuc por los mayas alcanza solamente 60 m s. n. m., pero se eleva a partir de Maxcanú, hacia el oeste y con el nombre de Sierra Alta corre paralela a la costa; se detiene antes de Champotón, tuerce al noreste, cruza la región de los Chenes, se interna en Quintana Roo, se dirige al sur y se une a las cordilleras de Guatemala y Chiapas. Sus estribaciones llegan hasta el oeste de la Laguna de Bacalar y a los márgenes del río Hondo.

### Hidrografía
No existen muchas corrientes de agua debido a la permeabilidad del suelo, la cual origina cenotes y corrientes subterráneas. Al sur de la entidad encontramos el río Hondo o río Azul, con sus 136 km de corriente navegable, que además es frontera natural con Belice. Básicamente está conformado por una grieta profunda que junta dos planos inclinados y por donde circula el agua. Surge en Guatemala, gracias a los Montes Mayas, y desemboca en la Bahía de Chetumal muy cerca de la capital del estado, donde forma un canal de 2,5 m de profundidad, que utilizan las embarcaciones a su paso por Belice. En épocas de lluvias aumenta su extensión navegable aprovechándola para el transporte de madera.
Otros ríos importantes son: el Jass, al norte de Calderitas; el Turbio, al este de Chiquilá y al sur de la isla de Holbox; el Indio, al sur de la Bahía del Espíritu Santo, y el Kik, al noreste de Calderitas.
Hay también lagunas, así como innumerables corrientes subterráneas, que afloran y tienen alto rendimiento. En ocasiones afloran naturalmente a la superficie y reciben el nombre de aguadas, y tienen usos agrícolas y ganaderos. Otras veces se presentan como capas de roca que las cubren y muestran presentaciones de pozos abiertos o encuevados que se llaman simplemente cenotes. Existen por último algunos arroyos, afluentes del Río Hondo o que desembocan en la Laguna de Bacalar, cerca de Chetumal.
| Río        | Longitud | Localización                                | Altitud de la fuente | Caudal medio | Cuenca | Desemboca en                  | Ancho de desembocadura |
| ---------- | -------- | ------------------------------------------- | -------------------- | ------------ | ------ | ----------------------------- | ---------------------- |
| Río Hondo  | 209 km   | Sur de Quintana Roo                         | ? m s. n. m.         | ? m³/s       | ? km³  | Bahía de Chetumal, Mar Caribe | ?                      |
| Río Azul   | ? km     | Suroeste de Chetumal                        | ? m s. n. m.         | ? m³/s       | ? km³  | Río Hondo                     | ?                      |
| Río Jass   | ? km     | Norte de Calderitas                         | ? m s. n. m.         | ? m³/s       | ? km³  | -                             | ?                      |
| Río Turbio | ? km     | Este de Chiquilá y sur de la isla de Holbox | ? m s. n. m.         | ? m³/s       | ? km³  | -                             | ?                      |
| Río Indio  | ? km     | Sur de la Bahía del Espíritu Santo          | ? m s. n. m.         | ? m³/s       | ? km³  | -                             | ?                      |
| Río Kik    | ? km     | Noreste de Calderitas                       | ? m s. n. m.         | ? m³/s       | ? km³  | -                             | ?                      |

| Laguna                                            | Superficie | Localización                                       | Altitud        | Volumen |
| ------------------------------------------------- | ---------- | -------------------------------------------------- | -------------- | ------- |
| Laguna de Yalahau                                 | ? km²      | Norte de Quintana Roo                              | ? m s. n. m.   | ? m³    |
| Laguna Nichupté                                   | ? km       | Este de Cancún, está bordeada por la Zona Hotelera | ? m s. n. m.   | ? m³    |
| Laguna de Chunyaxché                              | ? km       | Noroeste de la Bahía de la Ascensión               | ? m s. n. m.   | ? m³    |
| Laguna Chichankanab                               | ? km       | Norte del municipio de José María Morelos          | ? m s. n. m.   | ? m³    |
| Laguna de Paiyegua                                | ? km       | Sur del municipio de Felipe Carrilo Puerto         | ? m s. n. m.   | ? m³    |
| Laguna de Nohbec                                  | ? km       | Norte del municipio de Othón Pompeyo Blanco        | ? m s. n. m.   | ? m³    |
| Laguna de Bacalar (o Laguna de los Siete Colores) | ? km       | Sur de la entidad                                  | ? m s. n. m.   | ? m³    |
| Laguna Esmeralda                                  | ? km       | Noroeste del municipio de José María Morelos       | ? m s. n. m.   | ? m³    |
| Laguna Cenote Azul                                | ? km       | Sur de la entidad                                  | ? m s. n. m.   | ? m³    |
| Laguna Om                                         | ? km       | Sur de la entidad                                  | ? m s. n. m.   | ? m³    |
| Laguna Chankanaab                                 | ? km       | Norte del municipio de Cozumel                     | ? m s. n. m.   | ? m³    |
| Laguna Guerrero                                   | ? km       | Sur de la entidad                                  | ? m s. n. m.   | ? m³    |
| Laguna Mariscal                                   | ? km       | Sur de la entidad                                  | ? m s. n. m.   | ? m³    |
| Laguna Chichanhá                                  | ? km       | Sur de la entidad                                  | ? m s. n. m.   | ? m³    |
| Laguna Ocón                                       | ? km       | Centro de la entidad                               | ? m s. n. m.   | ? m³    |
| Laguna Chacchobén                                 | ? km       | Centro de la entidad                               | ? m s. n. m.   | ? m³    |
| Laguna Kanab                                      | ? km       | Centro de la entidad                               | ? m s. n. m.   | ? m³    |
| Laguna Petentulich                                | ? km       | Centro de la entidad                               | ? m s. n. m.   | ? m³    |
| Laguna Cobá                                       | ? km       | Zona arqueológica de Cobá                          | ? m s. n. m.   | ? m³    |
| Laguna del Tintal                                 | ? km       | Sur del municipio de Lázaro Cárdenas               | ? m s. n. m.   | ? m³    |
| Laguna Bacardí                                    | .0015 km²  | Municipio de Othón P. Blanco                       | 118 m s. n. m. | 2250 m³ |
| Laguna Chakanbakán                                | 20.00 km²  | Municipio de Othón P. Blanco                       | ?m s. n. m.    | ? m³    |

| Cenote                                     | Superficie | Localización                                             | Altitud      | Caudal medio |
| ------------------------------------------ | ---------- | -------------------------------------------------------- | ------------ | ------------ |
| Cenote Lagarto de Oro (o Cocodrilo Dorado) | ? km²      | Sur de Quintana Roo                                      | ? m s. n. m. | ? m³/s       |
| Cenote de Valladolid Nuevo                 | ? km       | Localidad de Valladolid Nuevo, municipio Lázaro Cárdenas | ? m s. n. m. | ? m³/s       |

### Clima

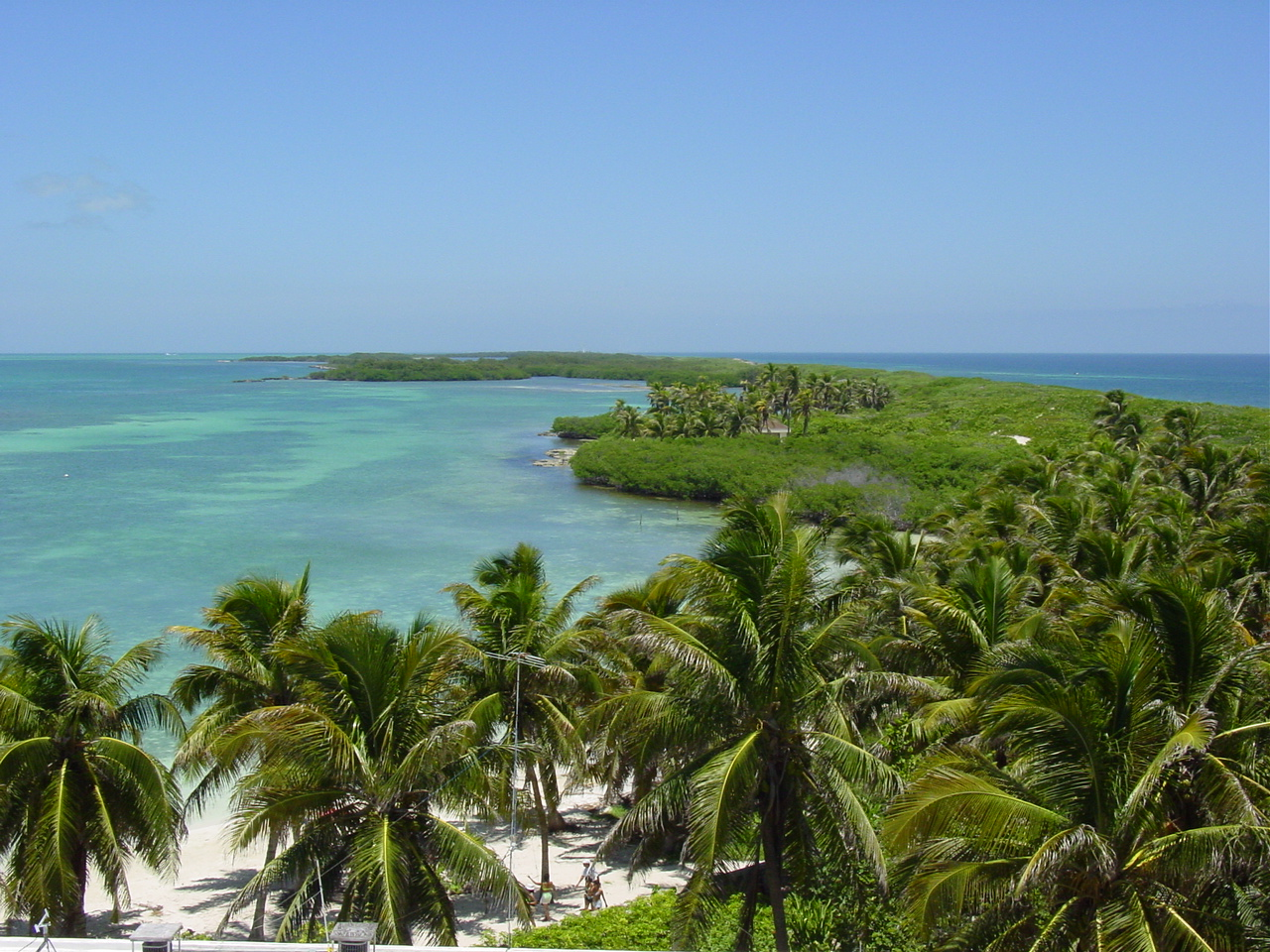
Playa de isla Contoy.

Predomina el clima tropical con lluvias en verano, excepto en el suroeste y el sureste, donde predomina una temperatura tropical con intensas lluvias periódicas en invierno seco en las comarcas del norte. En síntesis el clima mayoritario en las regiones centro y este, es el tropical, con lluvias en otoño. Al oeste también es tropical, pero con lluvias intensas en verano. Al norte, el clima es de sabana con lluvias periódicas e invierno seco. La temperatura media anual en el estado es de 26 °C. La época de secas comprende de febrero a mayo, y la de lluvias de mayo a octubre, aunque con frecuencia se prolonga hasta enero, en forma de chubascos procedentes del norte.

### Litoral
Cuenta con 900 km de litorales. La porción correspondiente al Golfo de México al norte, conforma literalmente un seno llamado Laguna de Yalahau, que se localiza enfrente de la Isla de Holbox. En el extremo septentrional de ésta se halla el Cabo Catoche. El Río del Limbo es un canal estrecho que separa Holbox de la Península de Yucatán. Sigue al sur 700 km de costa sobre el Mar Caribe, cuyo desarrollo puede dividirse en cinco tramos:
- En el primero hasta Puerto Morelos (20°50′ de latitud), donde se presentan características coralinas y presentan muchos bajos que rodean a las islas; existiendo entradas de mar con poca profundidad que son el efecto del afloramiento de los bancos de coral (ríos de Chacmuchuch, Inglés y de Nizuc). Los accidentes geográficos más notables son las puntas (Arenas, Cancún, Nizuc, Petempich y Tachacté), y las islas (Contoy, Cayo Sucio, Isla Blanca, Islas Mujeres y Cancún) próximas a la zona continental. En la parte norte existe una barrera de arrecifes de coral, donde se presenta un bello oleaje de aguas turquezas con gran biodiversidad de especies marinas. Este es el gran atracrivo que se brinda al turista en la zona conocida como Riviera Maya que parte desde Isla Mujeres hasta Xel-Há, pasando por Cancún, Playa del Carmen, Isla Mujeres y Cozumel.

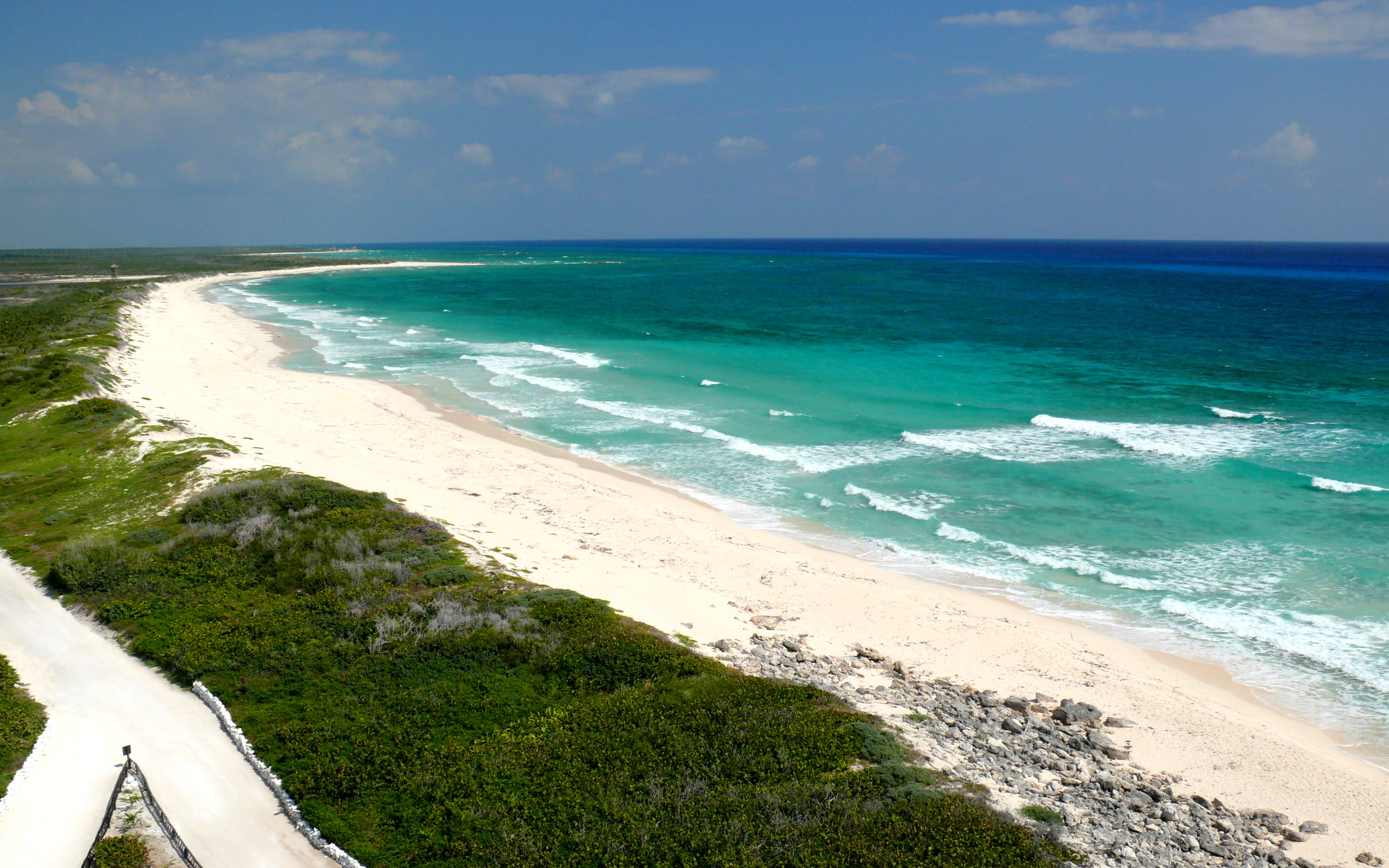
Playa de Punta Sur al sur de la isla de Cozumel.

- La segunda porción se caracteriza por llevar una dirección al suroeste posee playas angostas, las puntas Céliz y Maroma, las caletas de Chac-ahlal, Xel-Há, Xcaret, Yalkú y Solimán, las ruinas de Tulum y, a 17 km de la península la isla de Cozumel. A partir de esta isla se presentan playas de roca caliza, cuyas puntas más notables son Punta Céliz y Playa del Carmen, hasta llegar a Tanca.
- El tercero al sur presenta una línea continua a lo largo de 35 km y luego las bahías de Ascensión (19°40′ en su parte media) y del Espíritu Santo (19°21′), obstruidas por cayos y arrecifes por cuya razón no hay puertos que se alberguen en dichas bahías.
- El cuarto de 150 km y sin accidentes considerables, salvo las quebradas de Uvero y Xcalac, que sirven de abrigo a pequeñas embarcaciones, culmina en la boca de Bacalar Chico, al final de una península, en el límite de cayo ambergris, que ya pertenece a Belice.
- El quinto y último corresponde a las costas del noreste, norte y este de la bahía de Chetumal. De escasa profundidad y poblada de bajos, ésta se conecta, por la bahía de San José con la Laguna de Bacalar, de 40 km de longitud por 2 de ancho, que a su vez está comunicada con el río Hondo por el canal de Chac. Otras lagunas del sur son: Cenote Azul, Om, Guerrero, Mariscal, y Chichanhá; en el centro: Ocón, Chacchoben, Nohbec, Chichankanab, Kanab y Petentulich; y las del norte: Chunyaxché y Cobá. El cenote de mayor relevancia es el llamado Lagarto de Oro (Max Tlacuilo).

## Ecología

### Flora
Varía de acuerdo con el clima, de selva baja a selva alta. La riqueza silvícola es una de las fuentes de ingreso del estado, ya que la entidad produce maderas preciosas de óptima calidad como son: caoba, cedro rojo, primavera, palo rosa y roble; estas especies constituyen dos terceras partes de la superficie arbolada del estado. Otras especies menores son: el ébano, el huizache y el huanacaxtle (pich). De las especies no maderables, la más importante es el chicozapote, árbol del que se extrae la resina para fabricar el chicle, el cual es exportado en su totalidad.

### Fauna
- Peces: sardinita o topote, potetes o molis, bandera, bolines, mero, pargo, mojarra, lisa y huachinango.
- Anfibios: mano de metate, rana y sapo.

- Reptiles: pochitoque, jicotea, cocodrilo, iguana, iguana rayada, pasarríos, lagartija, boa, petatillo, culebra ratonera, cordelillo, bejuquillo, víbora chirrionera, nauyaca, víbora de cascabel y cantil.
- Aves: garza morena, garza blanca, pedretes, espátulas, íbises, flamenco, pato golondrino, cerceta de alas azules, pato boludo, pato colorado, pijije, gallareta, zopilote cabeza colorada, zopilote real, águila pescadora, faisán negro, guan cornudo, chachalacas, cut o pavo de monte, gallitos de agua, chorlitos, paloma, búho gran duque, lechuza de campanario, chotacabras, cuerpouines, garrapateros, cuclillos, correcaminos, martín pescador, tijeretas, tucán, pico real, pájaro carpintero, trepatroncos, chompipis, pitivirrín colorado, golondrina, verdín, calandria y dominiquito.
- Mamíferos: tlacuache, comadreja, caballo, ratón tlacuache, murciélagos (zapatero, siricotero, vampiro, guanero, pescador), mono araña, armadillo, oso hormiguero, ardilla, tuza, ratón arrocero, rata jabalina, tepezcuintle, tuza real, conejo, jaguar, ocelote, tigrillo, puma, onza o leoncillo, zorra, mico de noche, mapache, coatí, martucha, zorrillo, nutria, tapir, jabalí (pecarí), venado cola blanca y temazate.

| Flora y fauna de Quintana Roo |                          |                        |                           |                 |
|                               |                          |                        |                           |                 |
| Equus ferus caballus          | Mazama americana         | Eretmochelys imbricata | Crax rubra                | Caiman          |
|                               |                          |                        |                           |                 |
| Ateles paniscus               | Sarcoramphus papa        | Tamandua mexicana      | Nasua                     | Boa constrictor |
|                               |                          |                        |                           |                 |
| Ceiba pentandra               | Enterolobium cyclocarpum | Mangle                 | Haematoxylum campechianum | Bixa orellana   |

## Economía

### Agricultura
Es una de las actividades más importantes de su economía y básica para las zonas rurales. El gobierno del estado ha entregado numerosos certificados agrarios para beneficio de los ejidatarios y ha dotado a campesinos sus correspondientes extensiones de tierra. La Secretaría de la Reforma Agraria apoya al ámbito campesino pues ha entregado certificados de derecho agrario, establece unidades de Desarrollo Rural Integral y regulariza unidades agrícolas-industriales. En 1985 se vivió la más intensa sequía de las últimas décadas dando paso a la creación del Programa de Emergencia de zonas Afectadas por la Sequía brindando apoyo financiero a los sectores más afectados. También se ha implementado la comercialización de fertilizantes para el buen aprovechamiento de la producción agrícola.

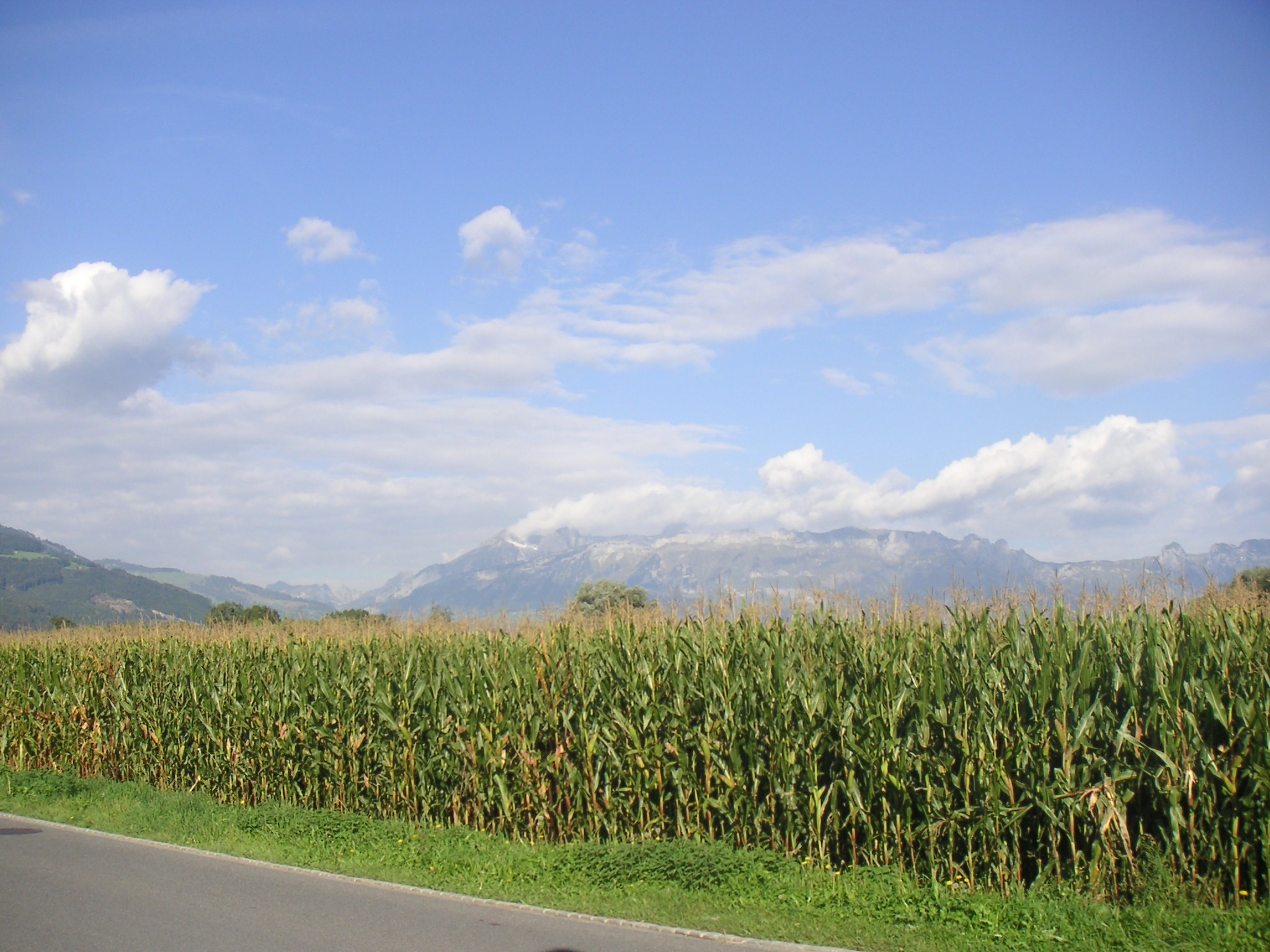
Superficie sembrada: 76,913 ha
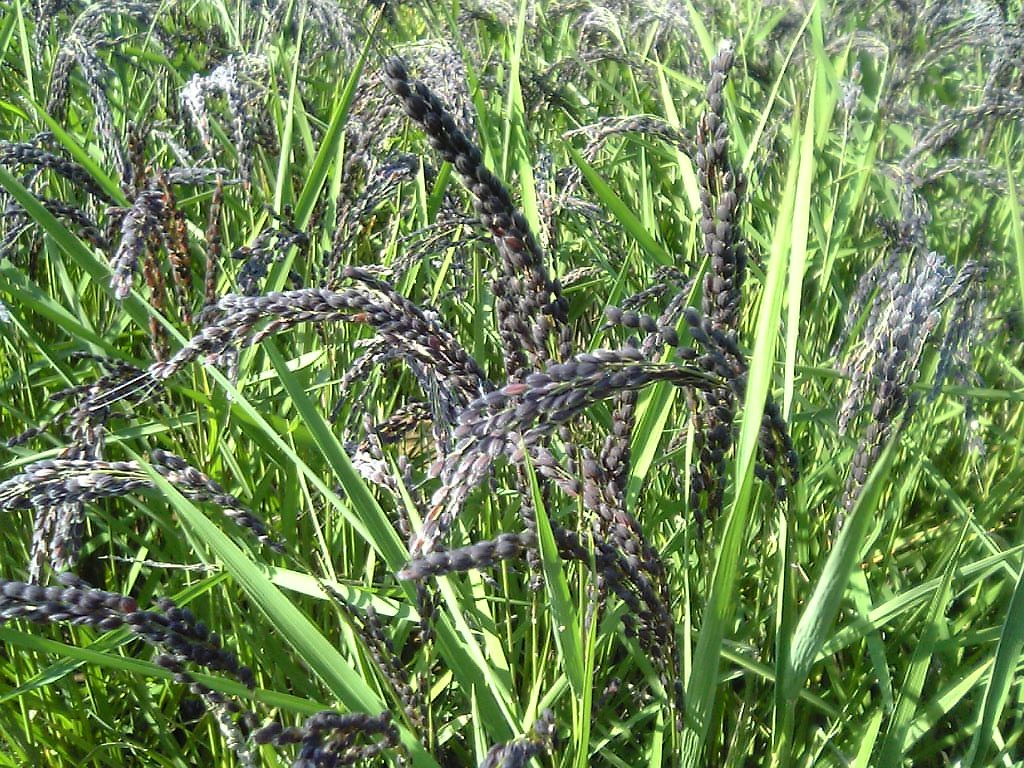
Arroz: 3.233 ton 64.938 ha (84% de la superficie cultivada).
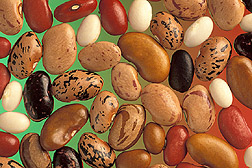
Frijol: 697 ton
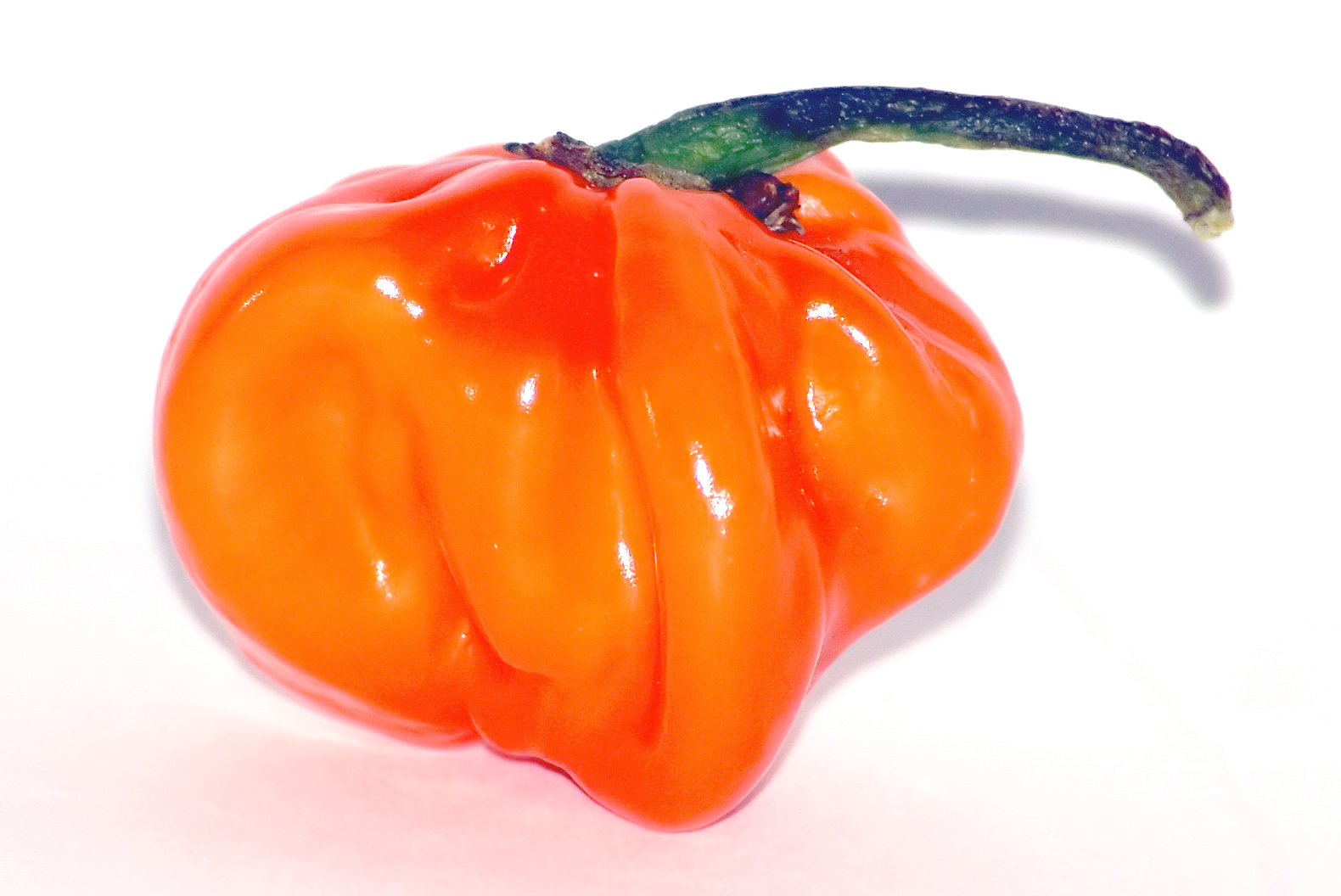
Chile: 3.092 ton
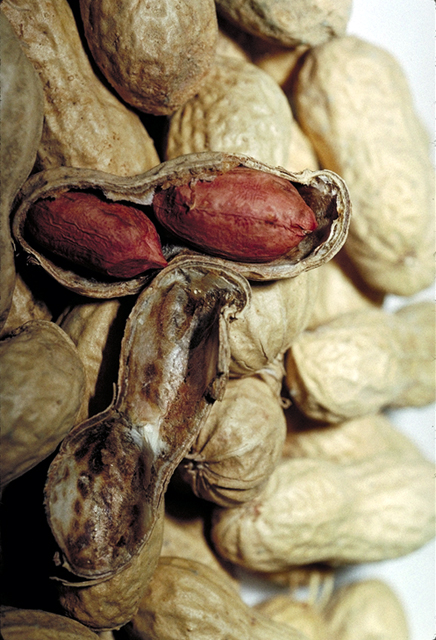
Cacahuate: 184 ton
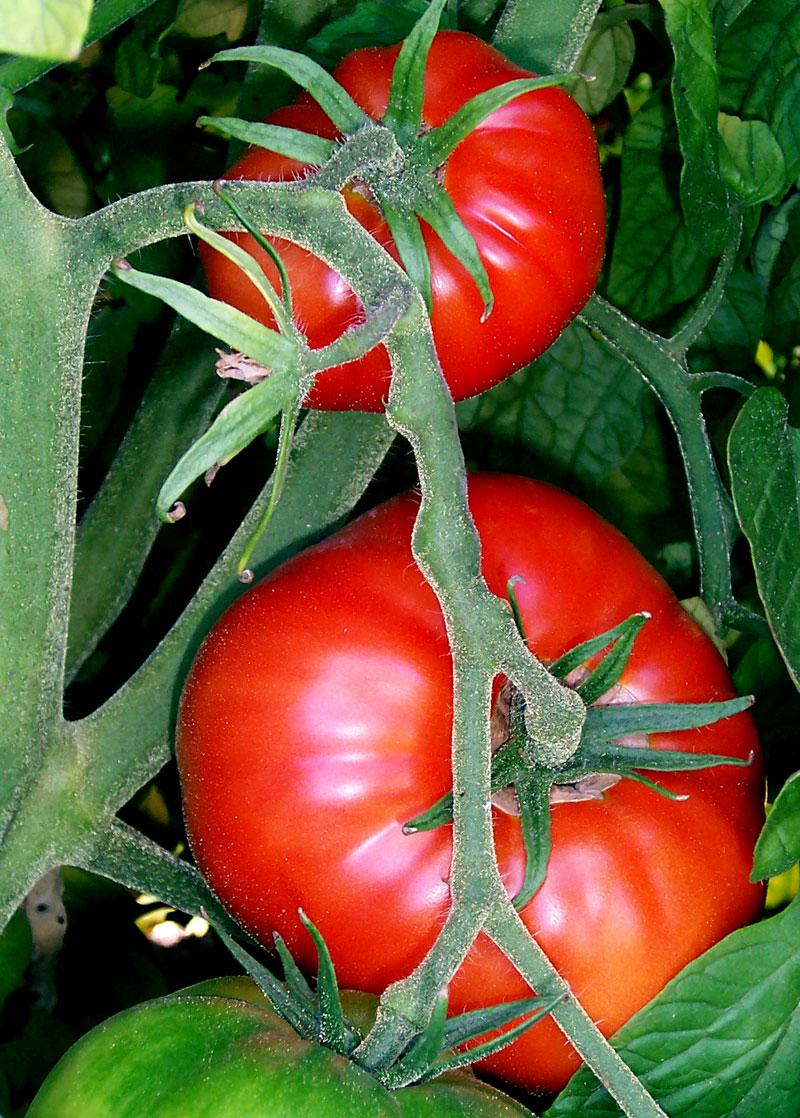
Tomate: 1.347 ton
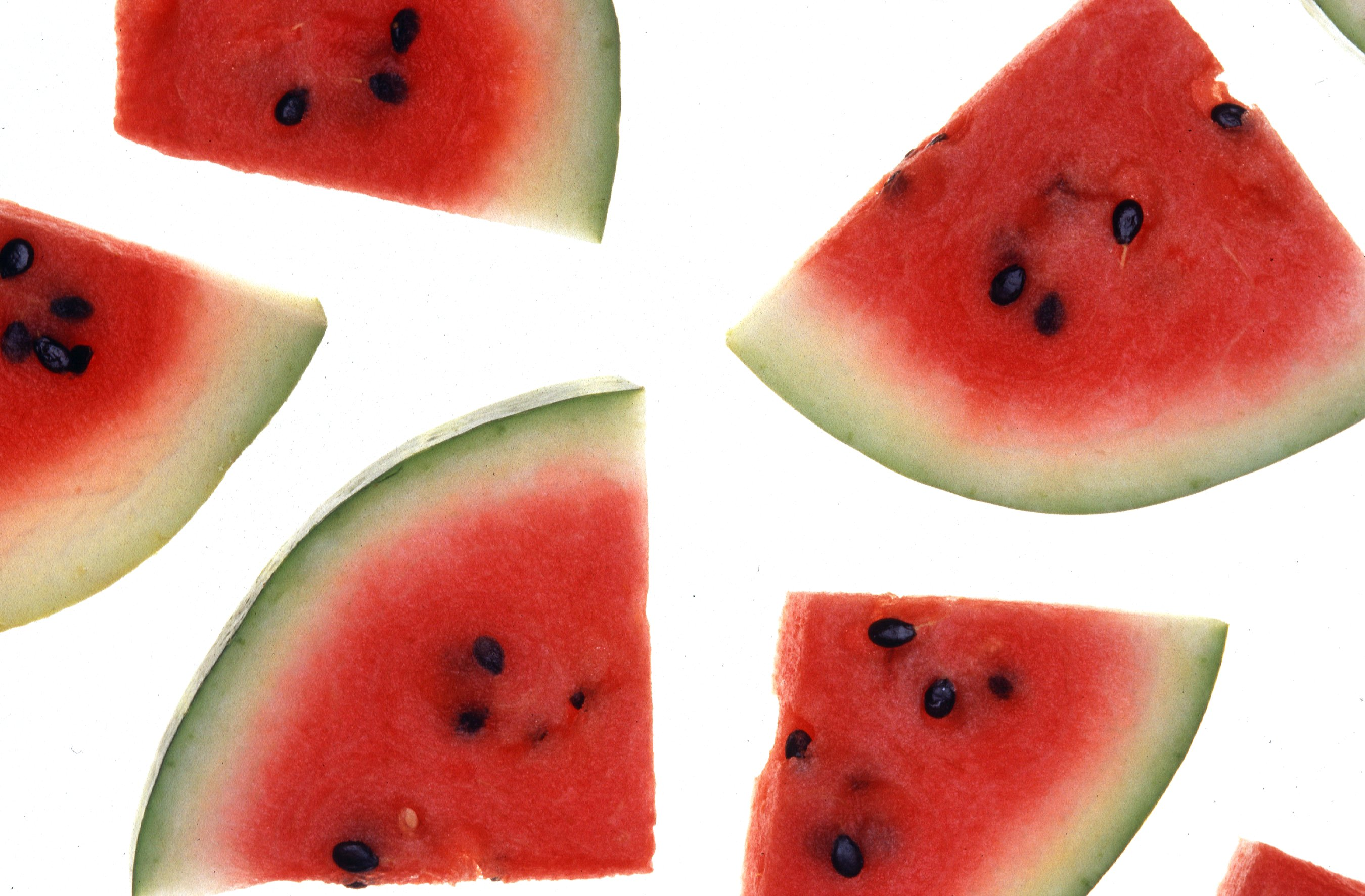
Sandía: 1.468 ton
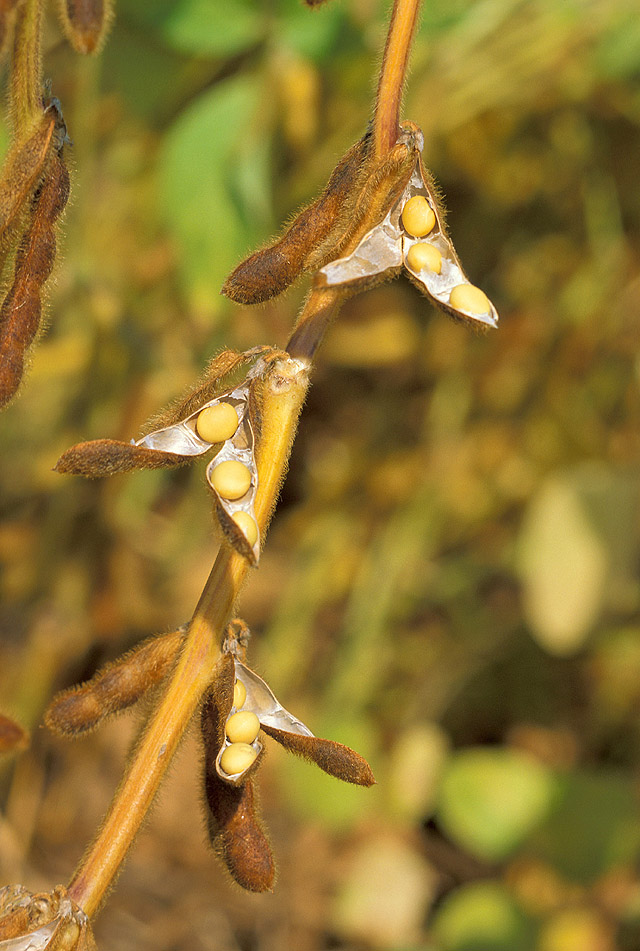
Soya: 185 ton
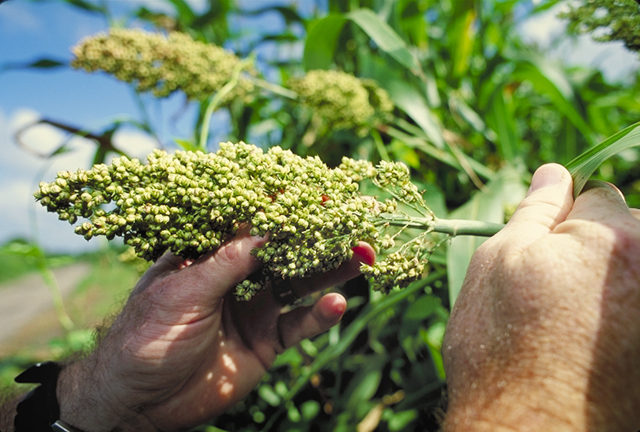
Sorgo: 185 ton
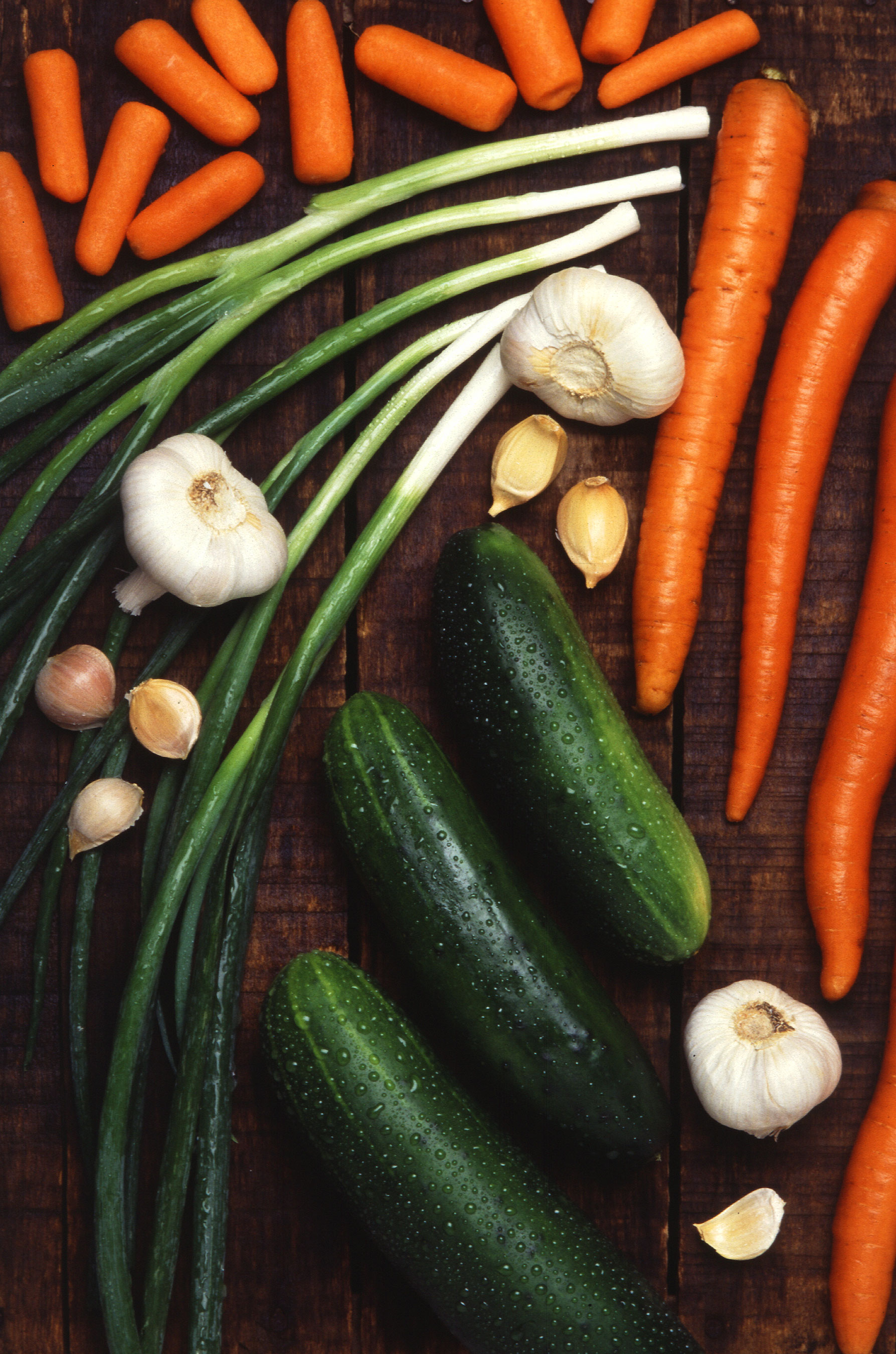
Hortalizas: 77 ton
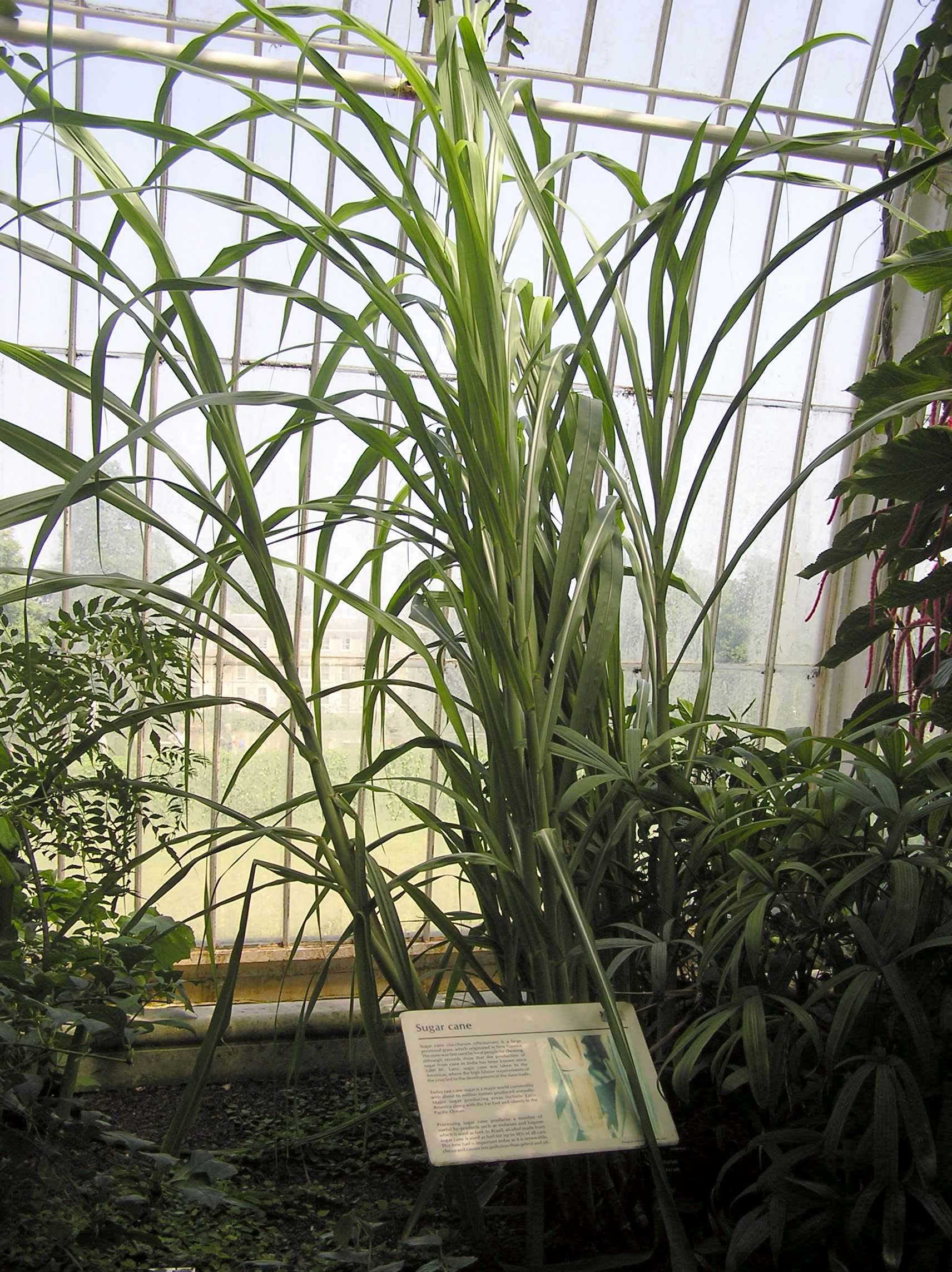
Caña de azúcar: 732.932 ton 17.116 ha
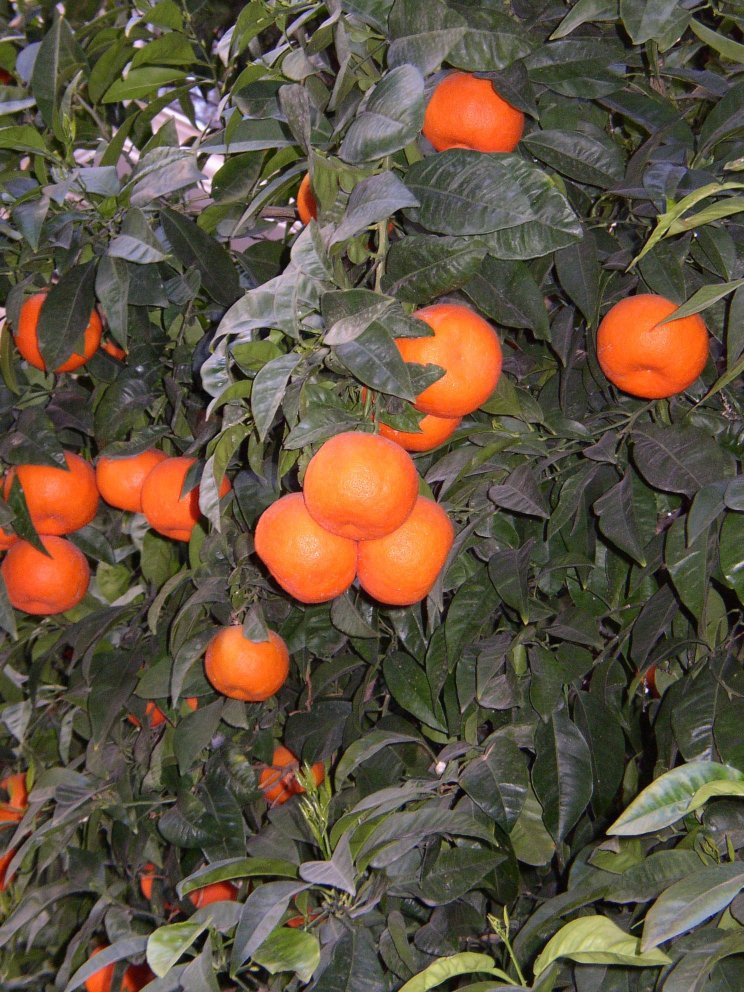
Naranja valencia: 1.614 ha
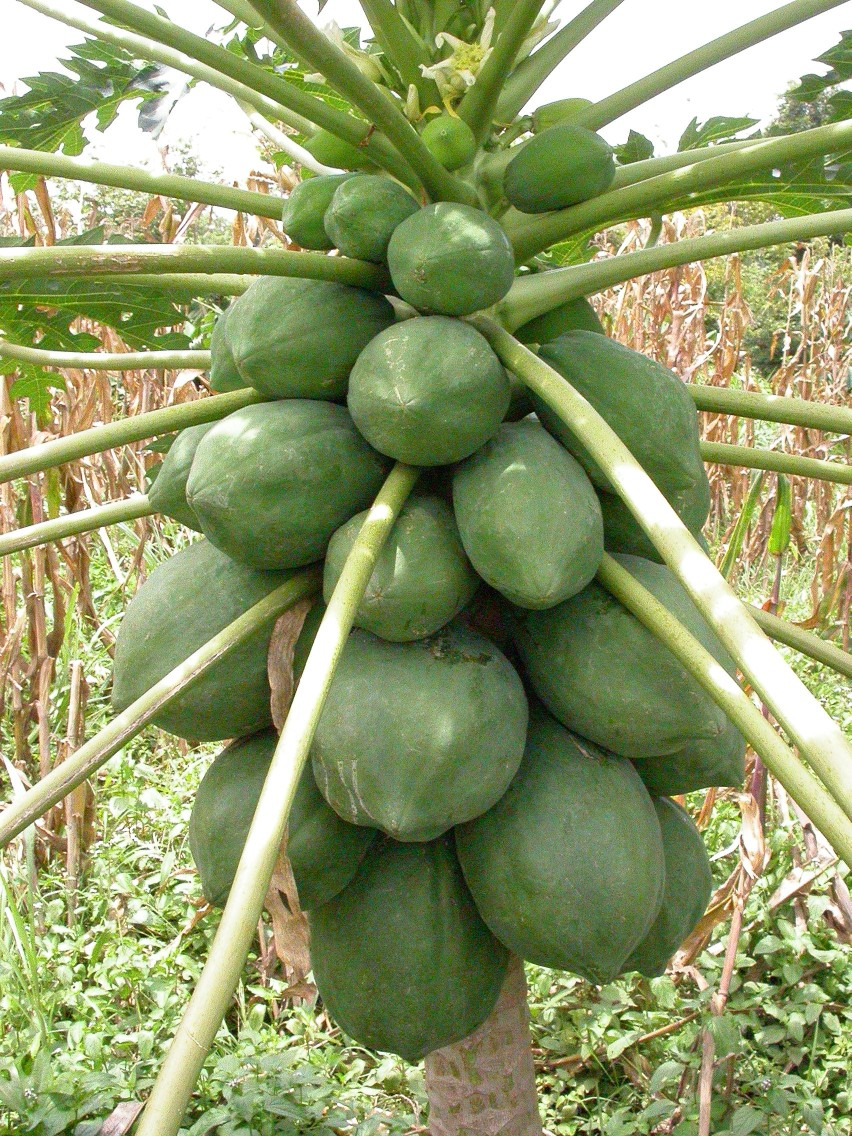
Papaya: 71 ton
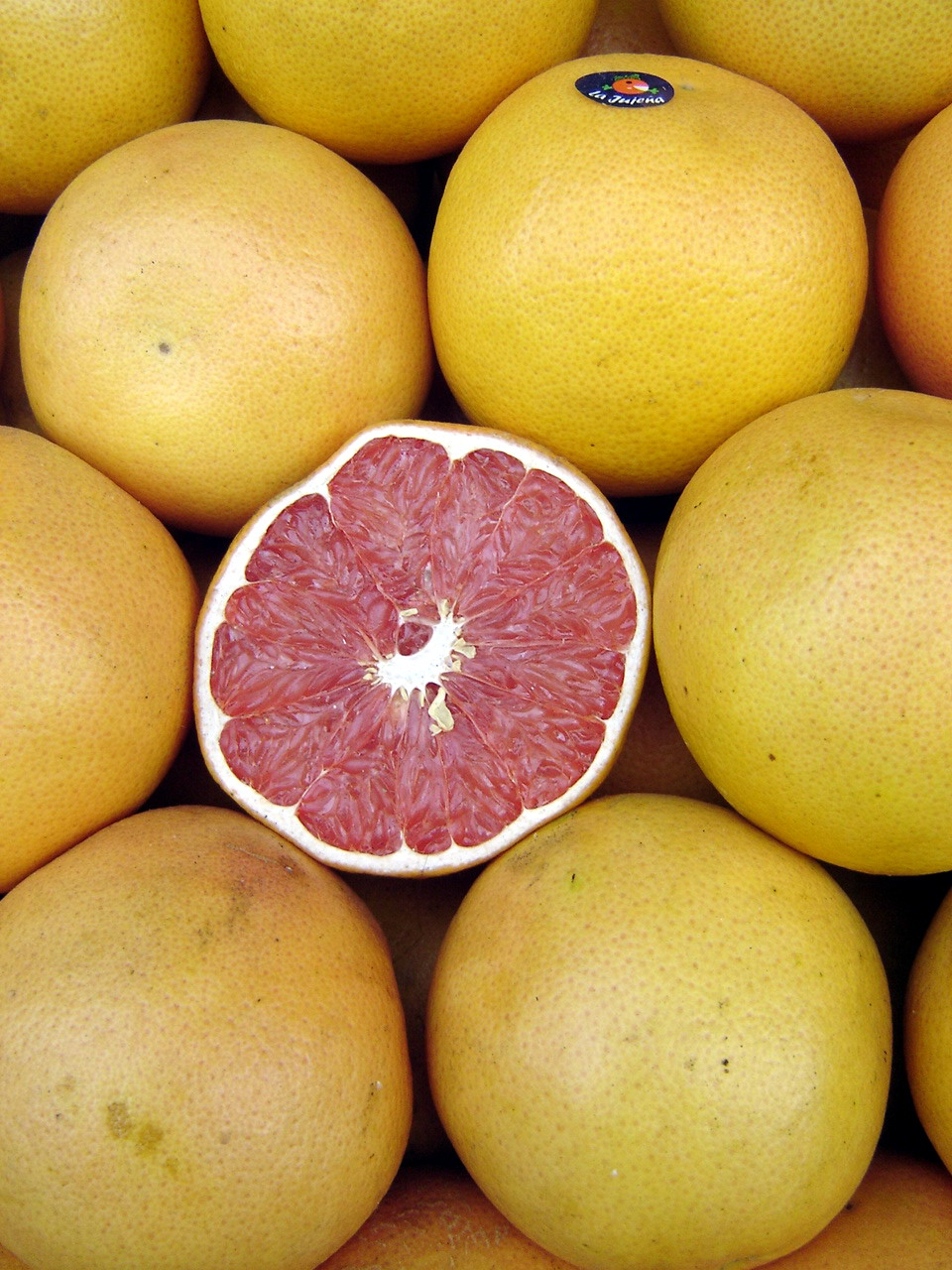
Toronja: 75 ton

### Ganadería
Es practicada mayormente en los municipios de Othón Pompeyo Blanco, Felipe Carrillo Puerto, Lázaro Cárdenas y José María Morelos. El gobierno ha apoyado a esta actividad económica mediante diversas asociaciones, programas y actividades como el Patronato de Alimentación Animal, el Programa Lechero, distribuyendo forraje, brindando alimentos balanceados para el ganado, construyendo granjas avícolas en comunidades marginadas, o entregando diversas y numerosas cabezas de ganado para su producción. En cuanto a datos y estadísticas a continuación se presentan los más relevantes:

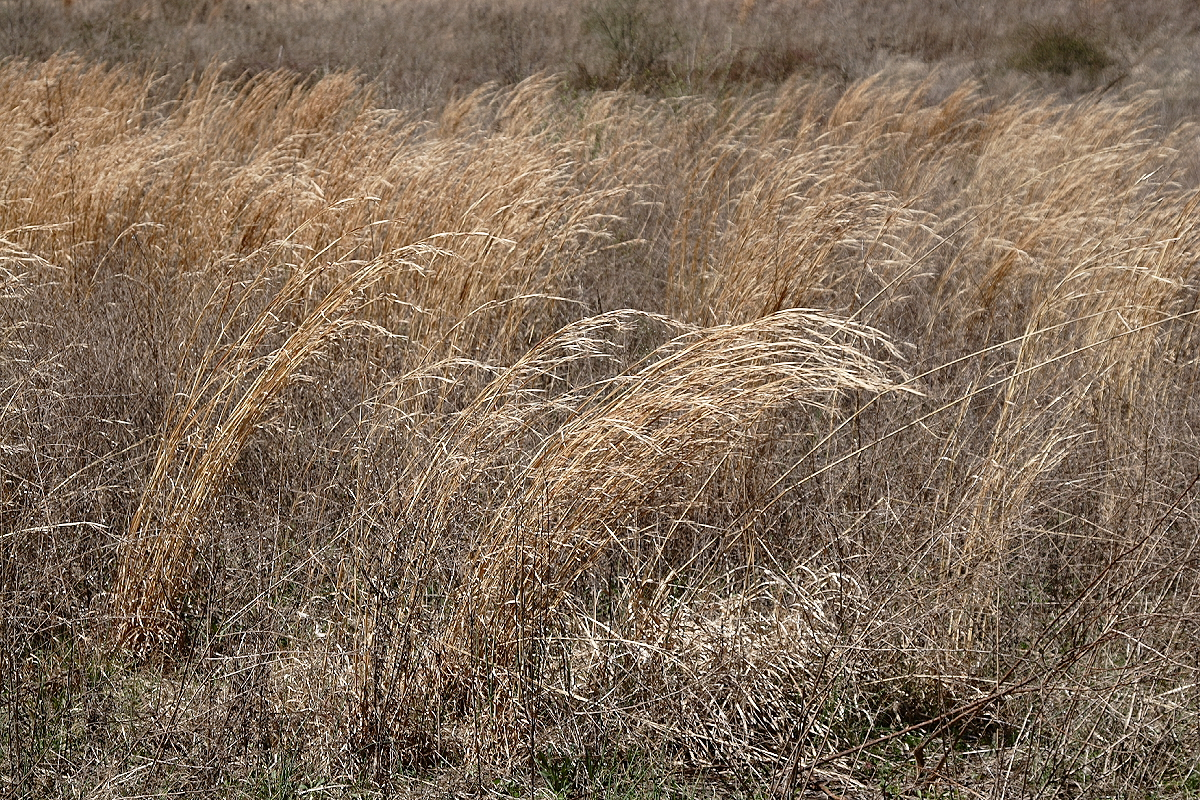
Pastizales: 123.000 ha
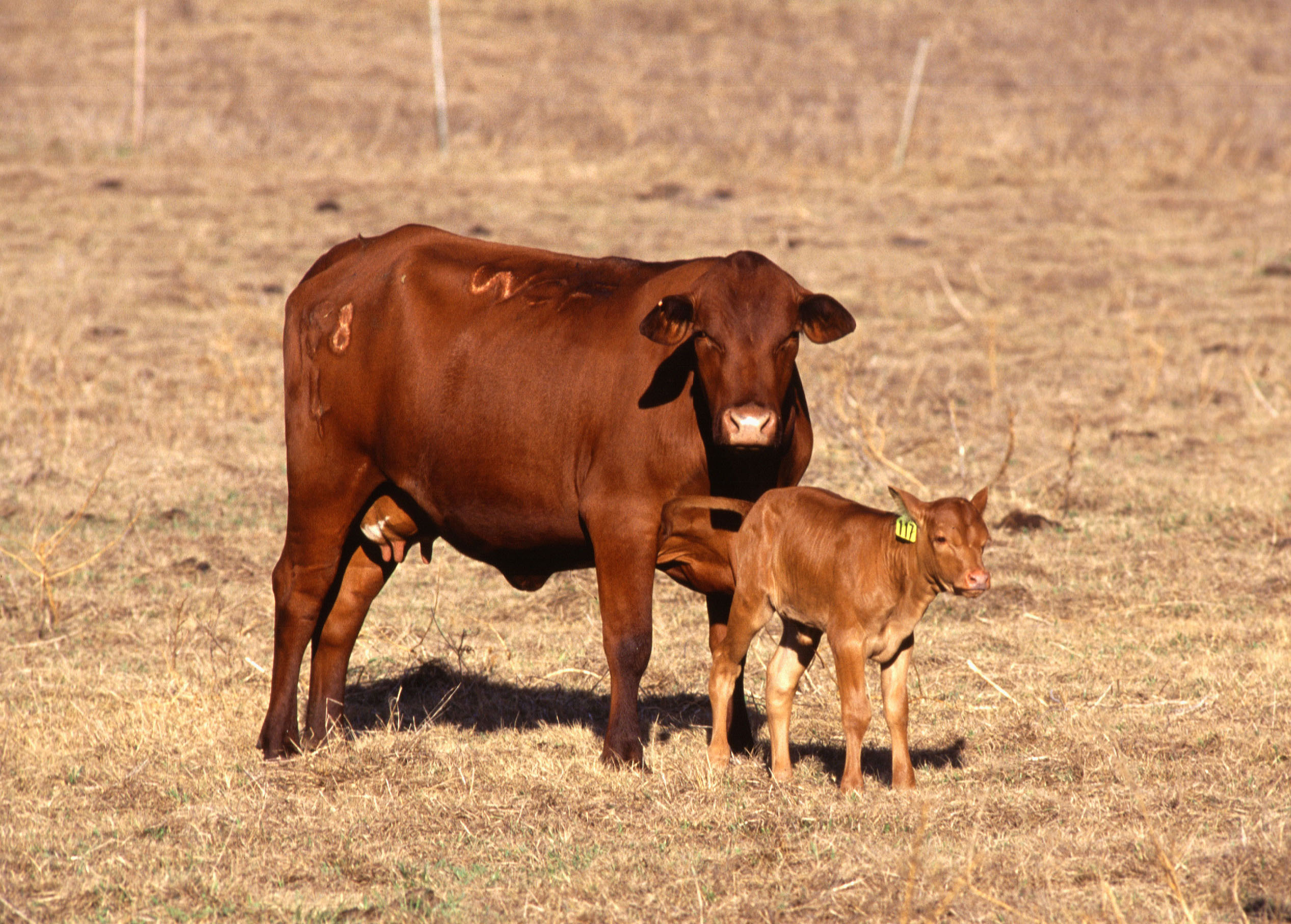
Ganado Bovino: 1.824 ton de carne de res. 45.000 cabezas.
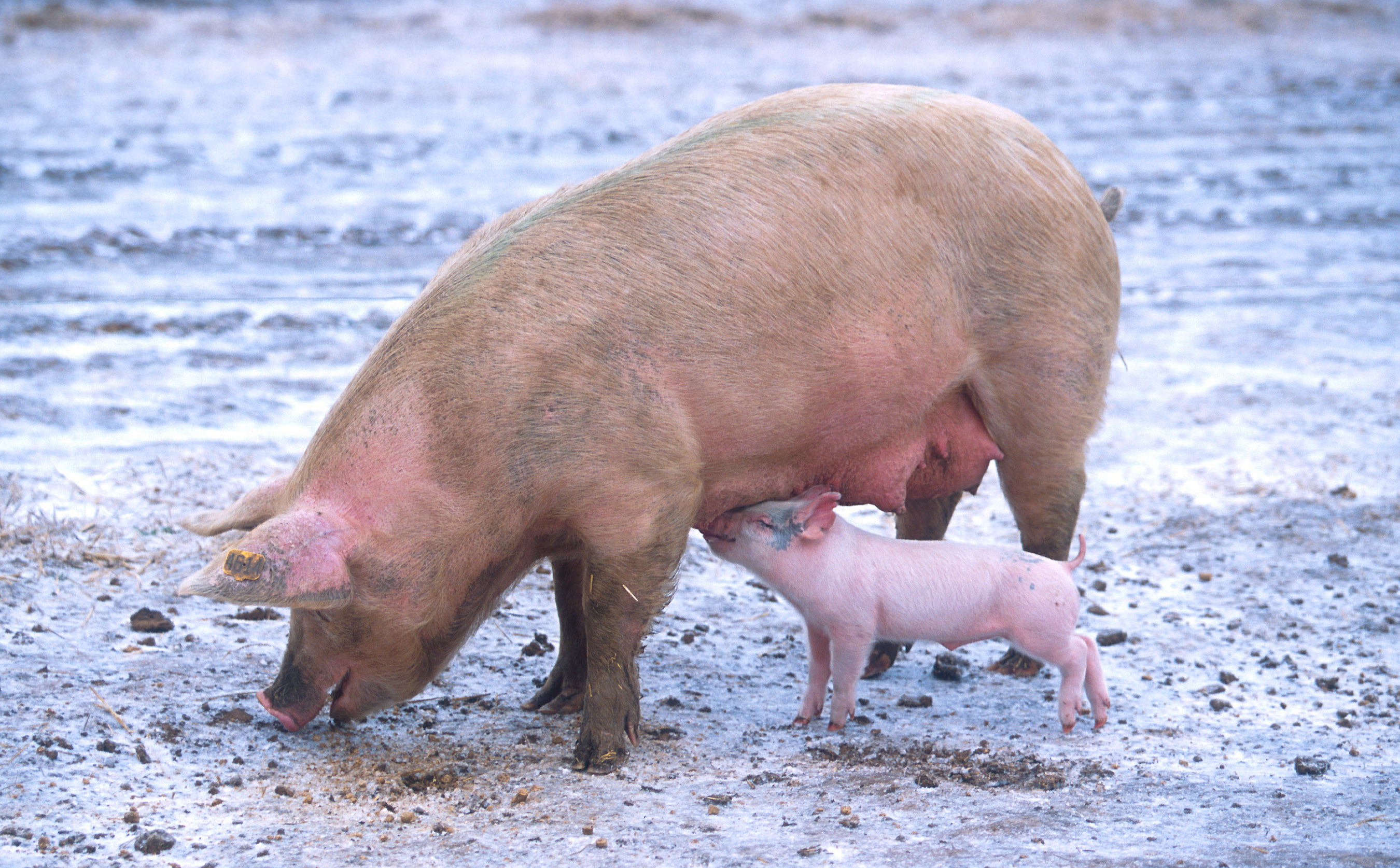
Ganado Porcino: 4.480 ton de carne de cerdo. 68.355 cabezas.
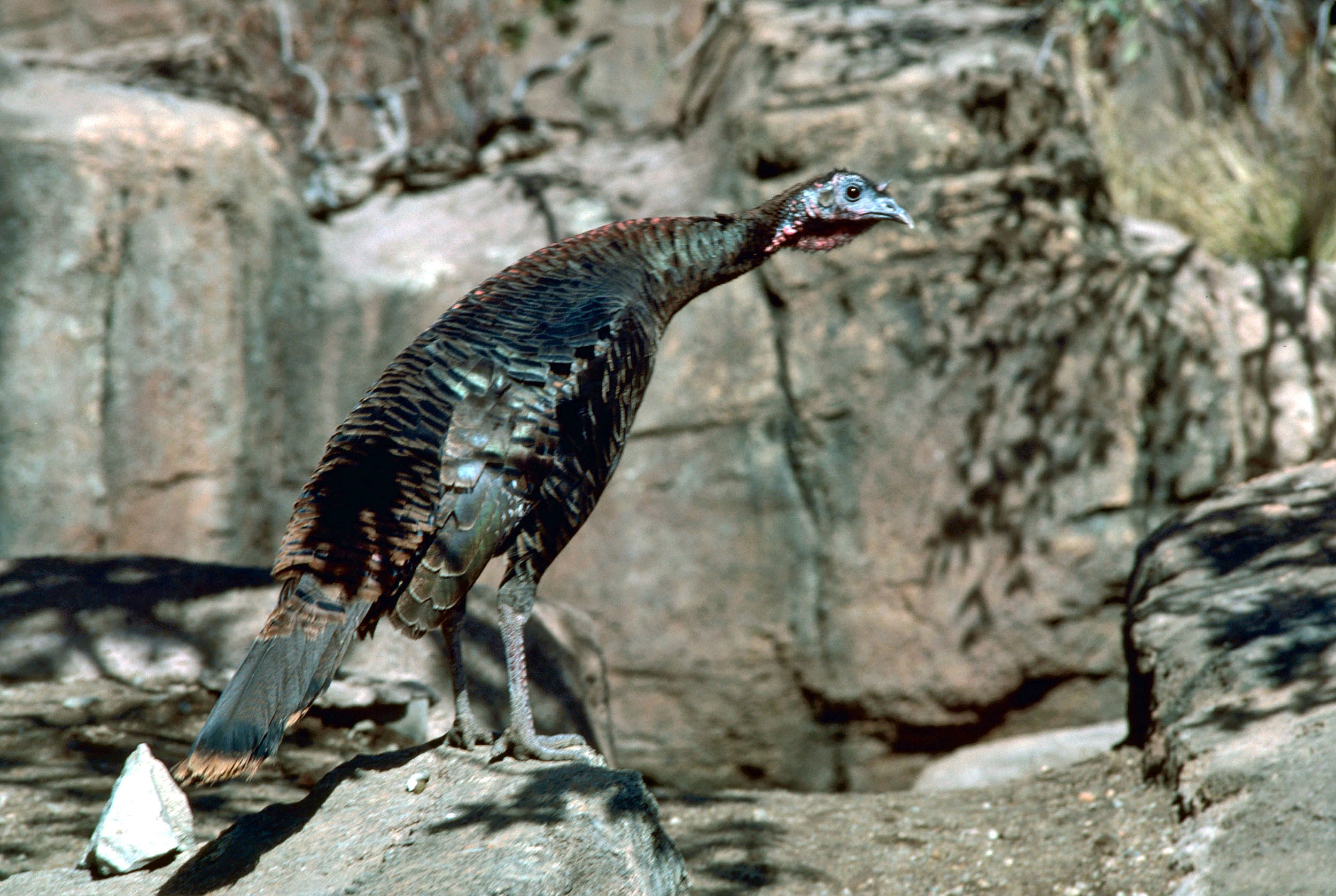
Aves de Corral: 2.366,6 ton de carne de aves.
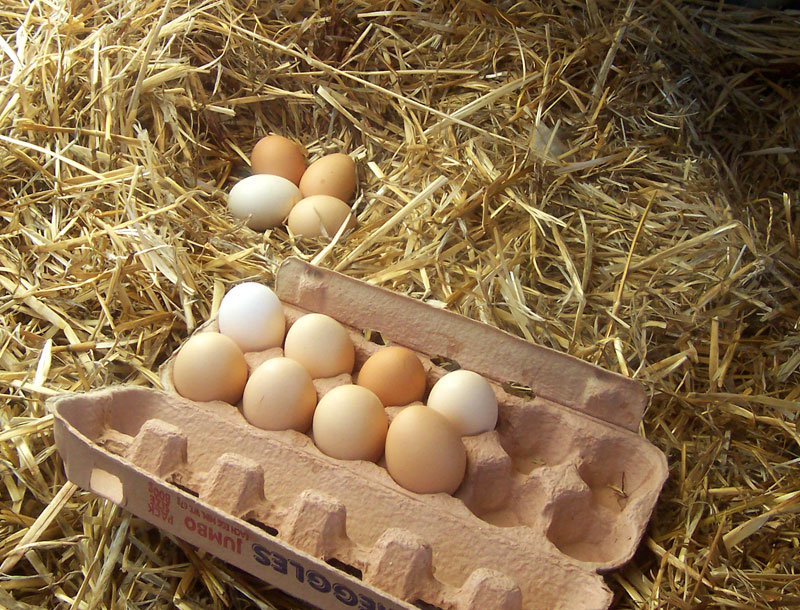
Huevos: 139 ton de huevo.
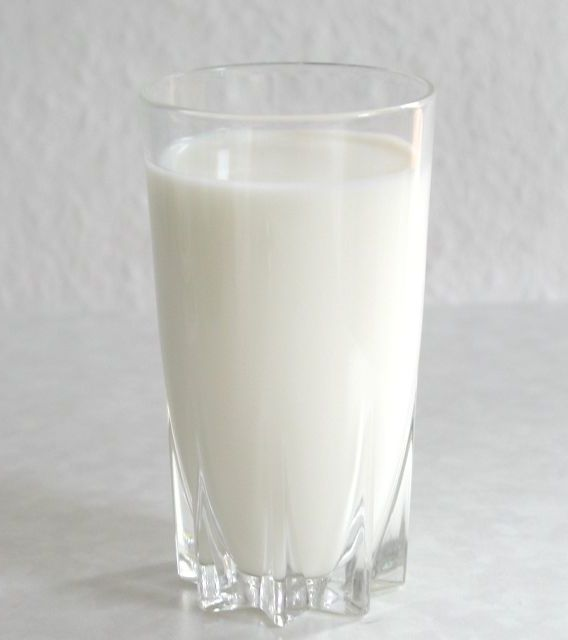
Leche: 4 millones de litros.
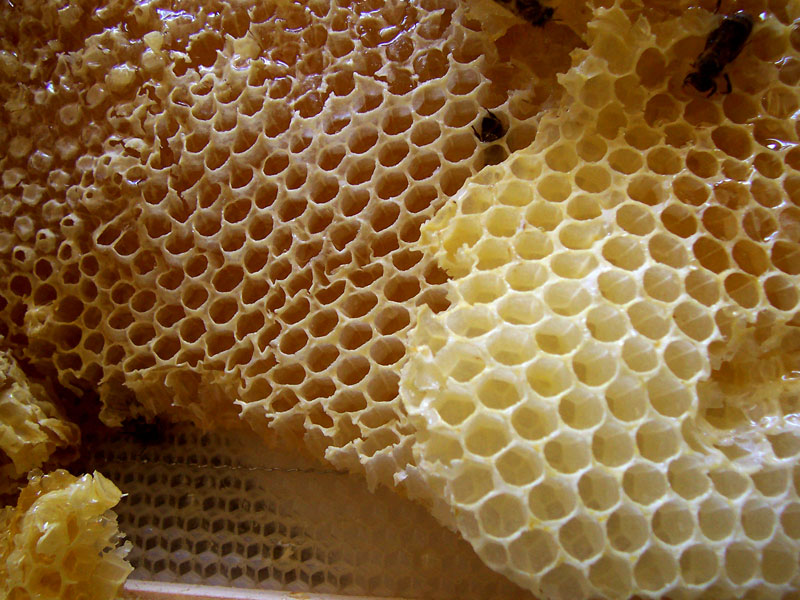
Miel: 3,546 ton de miel producidos por 4.000 apicultores.

### Pesca
Con 865 km, solamente siete municipios cuentan con costa, practicándose la pesca ribereña. Es escasa debido a la falta de organización para la aceptación de las técnicas modernas de pesca, por tales motivos, se promueven la modernidad de la técnica de captura, la organización del producto y su comercialización. Los pescadores quintanarroenses están organizados en 20 cooperativas; se cuenta con dos escuelas secundarias técnicas ubicadas en Holbox y Puerto Morelos, así mismo, el Centro de Estudios Tecnológicos del Mar brinda capacitación para los futuros hombres del mar. Especial atención se ha brindado en el estudio del caracol marino para evitar su extinción, se han hecho cultivos de esta especie, así como de la tilapia. El Banco Nacional Pesquero y Portuario ha brindado su ayuda en el mejoramiento de la flota pesquera.
| Especie           | Toneladas |
| ----------------- | --------- |
| Camarón           | 1.308     |
| Caracol           | 1.335     |
| Langosta          | 737       |
| Tiburón           | 331       |
| Escama en general | 1.908     |
| Producción Total  | 5.610     |

Otros datos:
| Puerto         | Municipio            | Equipamiento           | Centros de recepción y su capacidad |
| -------------- | -------------------- | ---------------------- | ----------------------------------- |
| Cozumel        | Cozumel              | Medianamente equipado. |                                     |
| Isla Mujeres   | Isla Mujeres         | Medianamente equipado. | 1 con capacidad de 1-10 ton/día.    |
| Puerto Morelos | Puerto Morelos       | Medianamente equipado. | 2 con capacidad de 1-10 ton/día.    |
| Puerto Juárez  | Benito Juárez        | Medianamente equipado. | 1 con capacidad de 1-10 ton/día.    |
| Holbox         | Lázaro Cárdenas      | Medianamente equipado  | 1 con capacidad para 5 ton/día.     |
| Punta Allen    |                      |                        | 1 con capacidad para 5 ton/día.     |
| Ubero          |                      |                        | 1 con capacidad para 5 ton/día.     |
| Punta Xcalac   |                      |                        | 1 con capacidad para 5 ton/día.     |
| Cancún         | Benito Juárez        |                        | 1 con capacidad de 1-10 ton/día.    |
| Chetumal       | Othón Pompeyo Blanco |                        | 1 con capacidad de 1-10 ton/día.    |

### Silvicultura
Cuenta con 12 ejidos
- Carrillo Puerto
- Chacchoben
- Naranjal
- Santa María
- Solferino
- Tres Garantías

### Industria

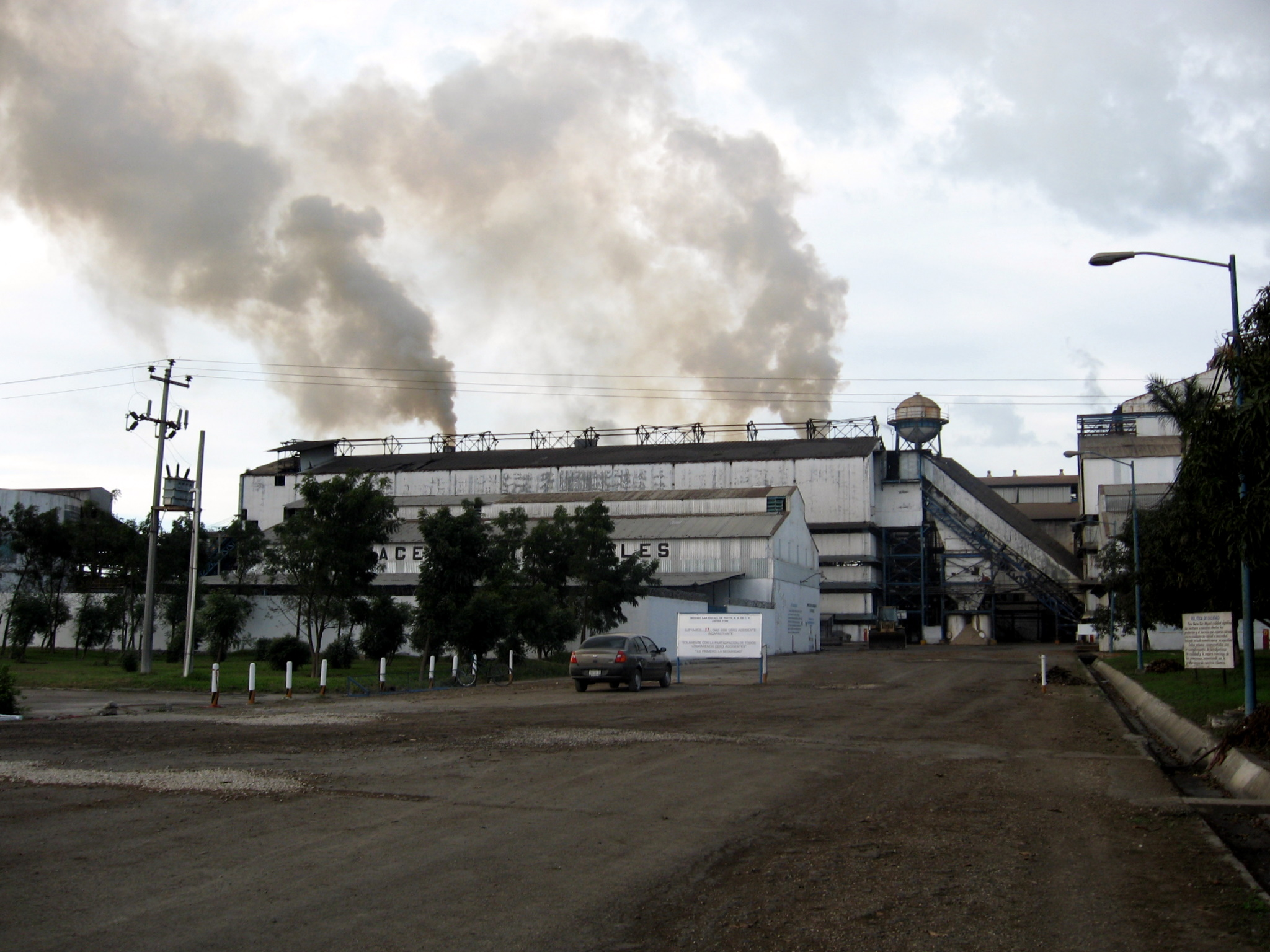
Ingenio Azucarero San Rafael de Pucté en el municipio de Othon Pompeyo Blanco

Ocupando un lugar secundario en la economía estatal, se ha brindado apoyo para la creación de "zonas industriales" abastecidas con los servicios correspondientes para su debido funcionamiento. Se cuenta con tres parques industriales: Parque Industrial Chetumal (en el municipio de Othón P. Blanco), Parque Industrial Leona Vicario(Felipe Carrillo Puerto) y Parque Industrial Puerto Morelos (Benito Juárez). También el estado cuenta con una significativa producción de azúcar de caña.

### Turismo

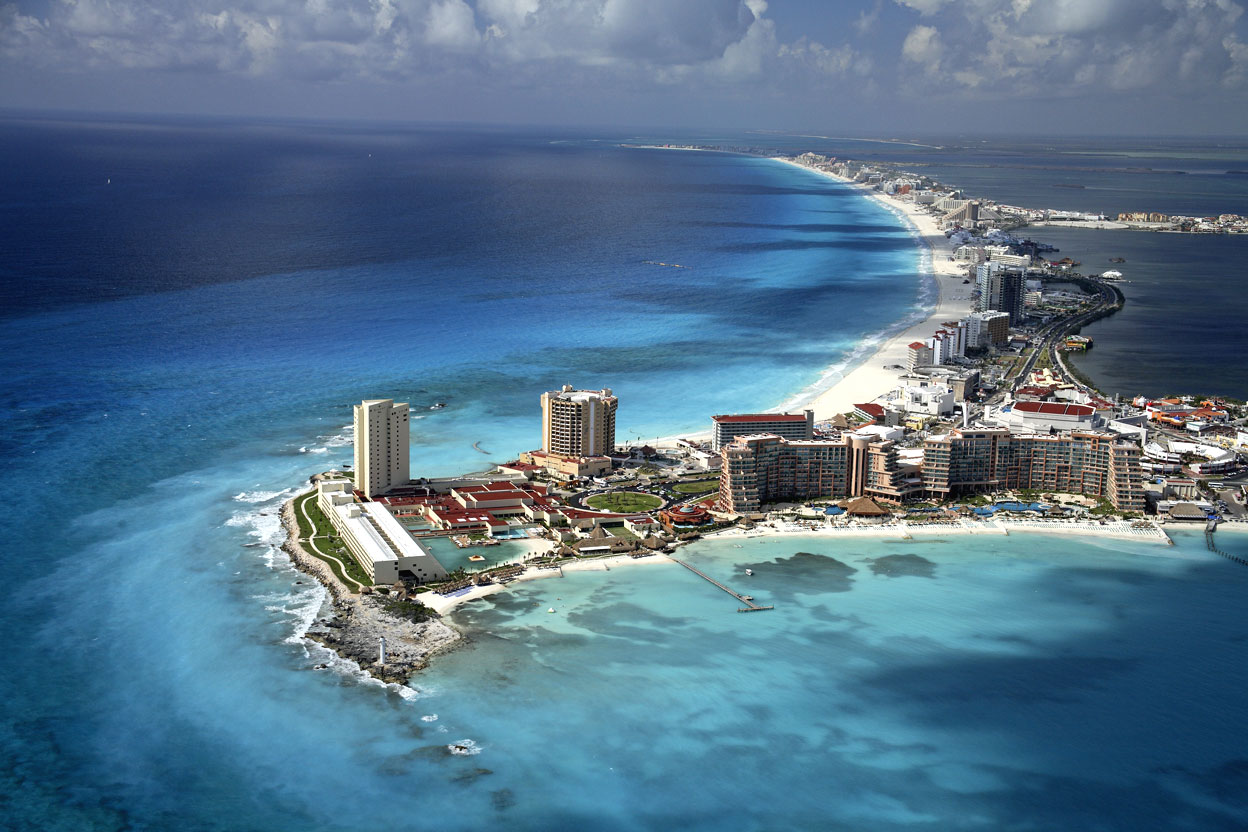
Vista aérea de Cancún.

Entre las principales actividades económicas del Estado sobresale el turismo, el cual se concentra en el balneario y las playas de Cancún, uno de los centros turísticos más visitados del mundo, y en la Riviera Maya costera, que abarca desde Puerto Morelos hasta Tulum y la isla de Cozumel, la cual cuenta con diversos arrecifes para bucear, teniendo como ciudad principal a Playa del Carmen. A 6 kilómetros al sur de Playa del Carmen se encuentra Xcaret, un yacimiento arqueológico maya y parque temático ecológico, donde se pueden practicar diversas actividades acuáticas y conocer la cultura, flora y fauna de la región.
La costa sur del estado recientemente se ha ido explotando y existen poblaciones turísticas como Xcalac y Mahahual, donde se encuentra un muelle donde arriban los cruceros.
Aktun Chen, cuyo significado en maya es cueva con cenote en su interior, se encuentra ubicado en el corazón de la Riviera Maya, muy cerca de Akumal. Es el principal sistema de cavernas en Quintana Roo abiertas al público. Su área se encuentra poblada por selva virgen en la que se llevan a cabo actividades de turismo con el menor impacto posible a la naturaleza.
En este sitio se encuentran tres cuevas con cenotes interiores, dentro de las que se puede observar la belleza de los miles de formaciones de carbonato de calcio, hechas por la lenta filtración del agua a través de 5 millones de años. Se perciben distintas figuras que se han formado por el agua que gotea y escurre por las paredes de la cueva. El agua ha moldeado la roca y creado figuras que se pueden distinguir junto con la enorme cantidad de estalactitas y estalagmitas.
En uno de los últimos salones de la cueva principal se ubica el cenote Aktun Chen, de aguas cristalinas y 12 m de profundidad. Único cenote en la Riviera Maya donde no se permite nadar para así evitar enturbiar el agua y que se conserve mejor la belleza de este santuario de la naturaleza.
A las afueras del cenote se halla la selva en la que se llevan proyectos de reproducción de especies en peligro de extinción como el mico de noche, el tucán, el loro, venado de cola blanca, jabalí de collar, entre otros. Este proceso permite que las crías sean liberadas y observadas en su ambiente natural a través de los senderos. Aktun Chen es un sitio imprescindible para disfrutar de bellos paisajes naturales y estar en contacto con la naturaleza propia de Quintana Roo.